# Dornbirn
Dornbirn ( poslech, v místním dialektu Dorobira), je nejlidnatější obcí v rakouské spolkové zemi Vorarlbersko a zároveň sídlem správy okresu Dornbirn. Město je hospodářským centrem na severu nejzápadnější rakouské spolkové země a regionálním dopravním uzlem. Se svými 50 000 obyvateli (k 5. únoru 2020) je Dornbirn desátým největším městem v Rakousku a zároveň největším rakouským městem bez vlastního statutu.
Význam města se rozšířil relativně pozdě, až koncem 19. století, s rozkvětem textilního průmyslu, který z Dornbirnu rychle udělal největší obec mezi Alpským Rýnem a Arlberským průsmykem. Od úpadku místního textilního průmyslu v poslední čtvrtině 20. století dominuje ekonomice města obchod, drobné podnikání, cestovní ruch a několik středně velkých průmyslových podniků. Město je tak nadále významným ekonomickým centrem a zdaleka největším pracovním trhem ve Vorarlbersku. Díky Vorarlberské univerzitě aplikovaných věd, která zde byla založena v 90. letech, je Dornbirn také jedním z dvou univerzitních měst ve spolkové zemi a oblastním centrem vědy a vzdělávání.

## Geografie

### Geografická poloha

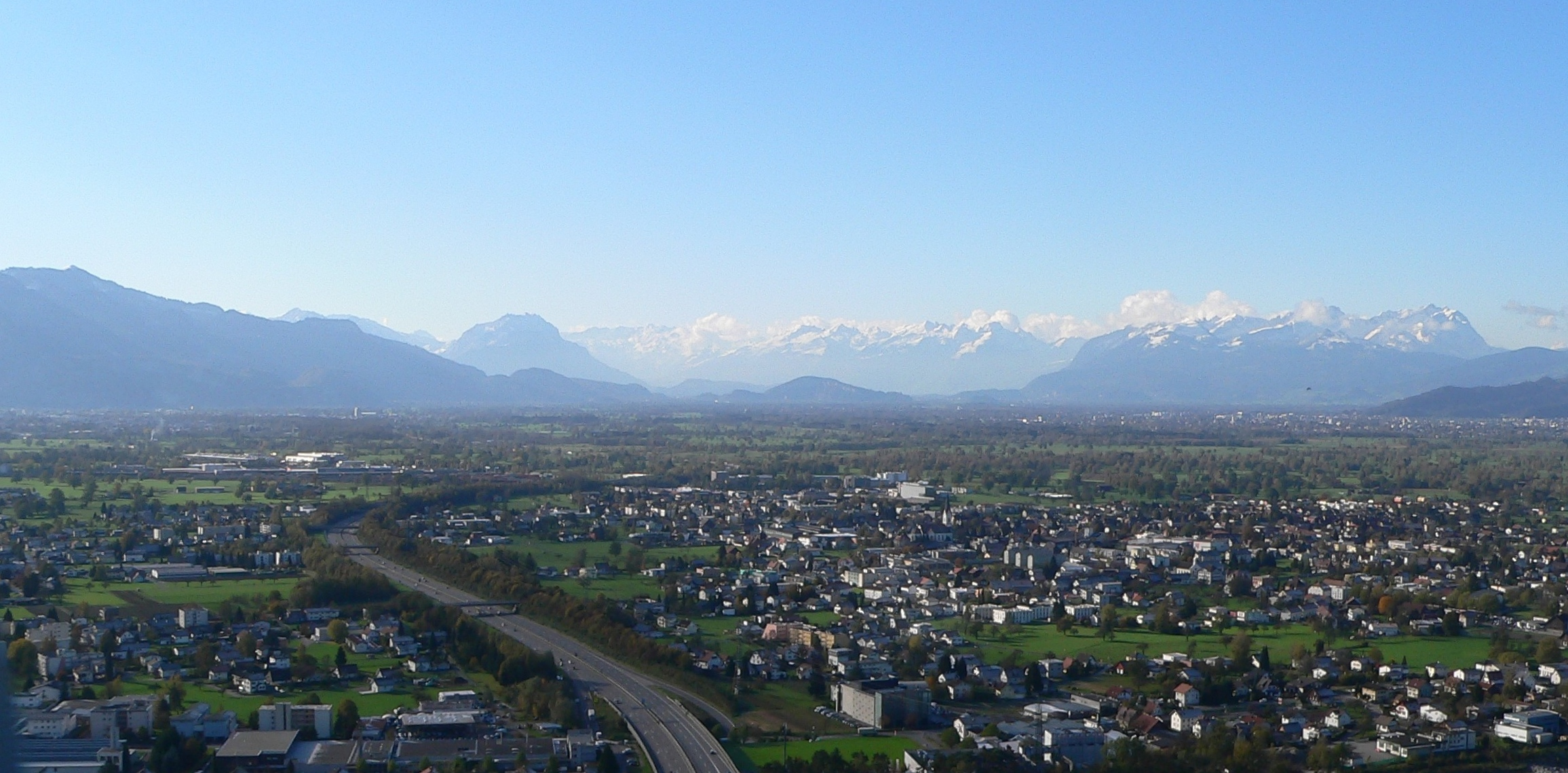
údolí Alpského Rýna

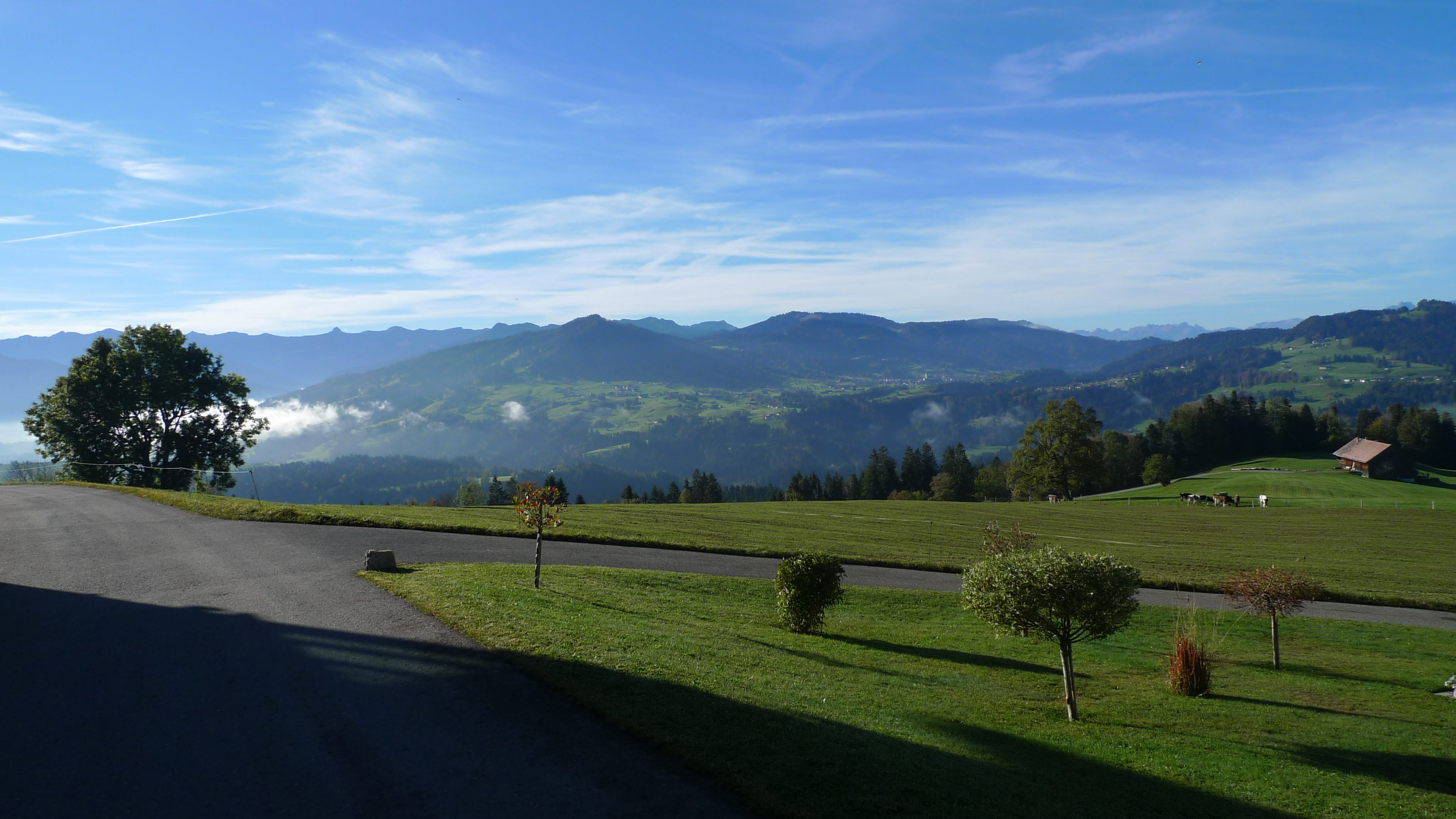
Přední Bregenzský les

Dornbirn se nachází v nadmořské výšce 437 metrů v údolí Alpského Rýna na úpatí Bregenzského lesa, a tedy na západním okraji Východních Alp. Geograficky patří Dornbirn do krajiny Předního Bregenzského lesa, která je součástí rakouského předhůří Alp. Nejdůležitější řekou je Dornbirner Ach, která rozděluje město na dvě poloviny a tvoří tak hranici některých městských částí.

### Geologie
Většina sídelní oblasti Dornbirnu leží přímo na náplavovém kuželu řeky Dornbirner Ach. Vzhledem ke své poloze v Rýnském údolí se obec geologicky nachází na pánvi Bodamského jezera, která byla vytvořena částečně tektonicky, a částečně erozí Rýnského ledovce, který ustoupil po poslední době ledové. Pánev Bodamského jezera tvoří podklad, na kterém se mohly ukládat sedimenty z řeky Dorbirner Ach a vytvořit tak dnešní podloží Dornbirnu. Na východě obce se tyčí první hory Východních Alp, které se z větší části skládají z křehkých diluviálních hmot.

### Nadmořská výška
Oficiální nadmořská výška města Dornbirn je 437 metrů nad mořem dle jadranského výškového systému. Ta odpovídá nadmořské výšce městského znaku, který je umístěn na dlažbě uprostřed náměstí. Geograficky nejnižším bodem Dornbirnu, je se svými 399 m n. m. koryto řeky Dornbirner Ach v nejsevernější části obce, několik metrů před soutokem řeky s Vorarlberským vnitrozemským kanálem v údolí Rýna. Nejvyšším bodem města je vrchol hory Sünser Spitze (2061 m n. m.).

### Městské obvody
| Č.                                             | Městský obvod | Počet obyvatel | Rozloha v ha | Mapa dornbirnských městských obvodů |
| 1.                                             | Markt         | 13.706         | 0837,18      | Mapa dornbirnských městských obvodů |
| 2.                                             | Hatlerdorf    | 11.161         | 1.534,42     | Mapa dornbirnských městských obvodů |
| 3.                                             | Oberdorf      | 05.000         | 5.175,33     | Mapa dornbirnských městských obvodů |
| 4.                                             | Haselstauden  | 05.409         | 0840,67      | Mapa dornbirnských městských obvodů |
| 5.                                             | Rohrbach      | 07.755         | 0458,93      | Mapa dornbirnských městských obvodů |
| 6.                                             | Schoren       | 05.638         | 1.083,88     | Mapa dornbirnských městských obvodů |
| Počet obyvatel k roku 2012, rozloha podle mapy |               |                |              | Mapa dornbirnských městských obvodů |

Dornbirn nevyrostl z původně samostatných vesnic, ale byl vždy jedinou obcí, jejíž sídelní oblasti však byly velmi rozptýlené a která se, s dnešními městskými obvody 1 až 4, skládala ze čtyř nespojených částí. Tehdy se tyto "čtvrti" ještě nazývaly Niederdorf, Hatlerdorf, Oberdorf a Stiglingen. Teprve v roce 1902 byly tyto čtyři obvody oficiálně prohlášeny za městské části se svými současnými názvy (Niederdorf se stal městskou částí Markt, Stiglingen se stal městskou částí Haselstauden). Dornbirn dnes tvoří ucelenou městskou oblast, která se ve druhé polovině 20. století rozrostla a rozšířila zejména na západ od železniční trati. V tomto prostoru byly vytvořeny obvody Rohrbach a Schoren, které se teprve v roce 1994 staly oficiálními městskými částmi.

### Vnější oblasti obce Dornbirn

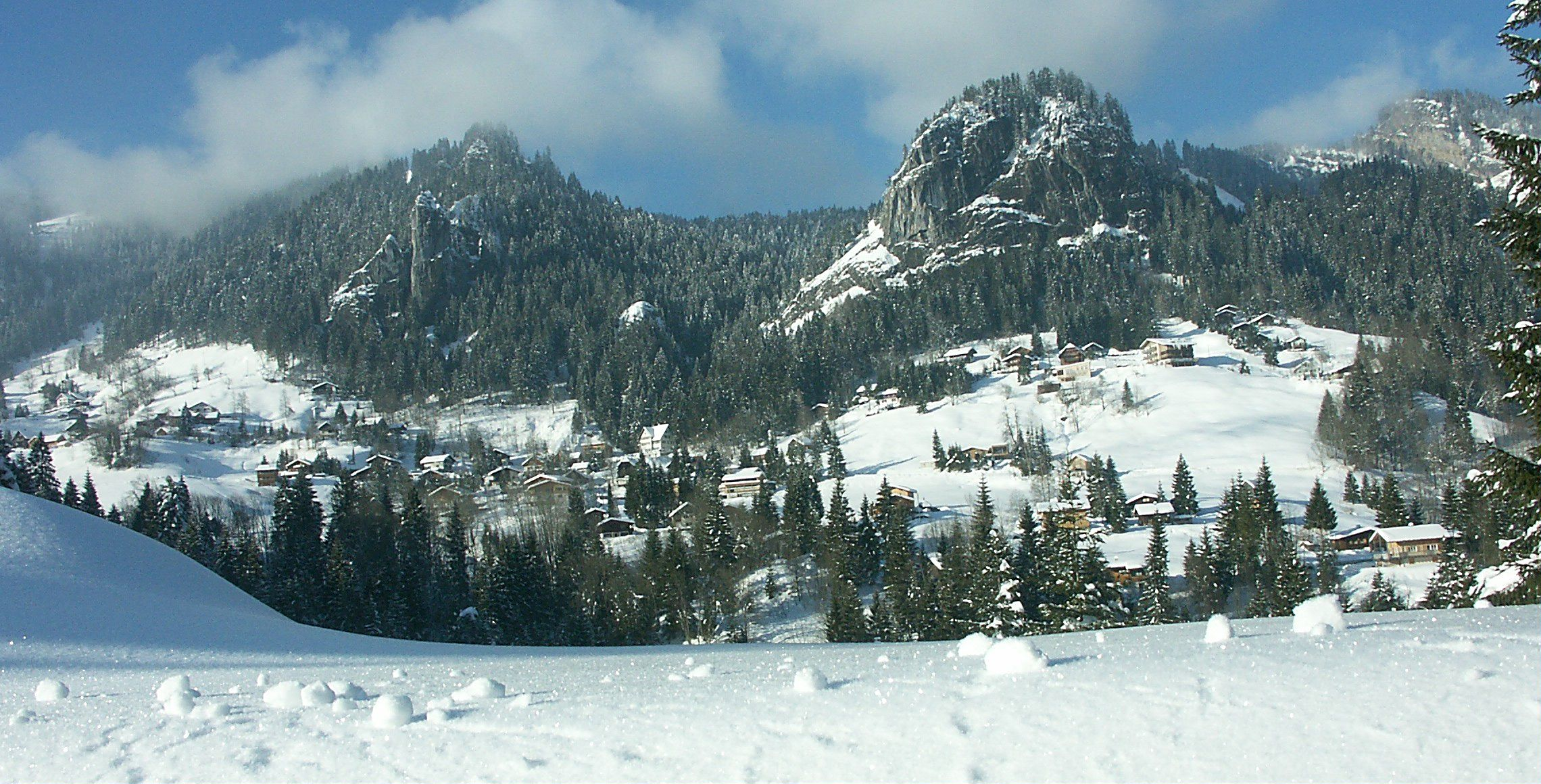
Vesnice Ebnit v zimě

Populace města je soustředěna hlavně v centrální oblasti na úplném severozápadě obce. Zejména na horských svazích na východě města však stále existuje řada menších osad, známých jako horské parcely. Patří mezi ně Watzenegg a Kehlegg, které mají vysoké ceny nemovitostí, zejména díky jejich poloze na svahu a výhledu na Rýnské údolí. Winsau, Heilgereuthe a řada dalších skupin domů ve východní horské oblasti patří také k městu Dornbirn. Nejvýznamnější osídlenou horskou oblastí patřící k Dornbirnu je však walserovská vesnice Ebnit, která byla dříve samostatnou obcí a stala se součástí města v roce 1932 kvůli svým finančním problémům. Ebnit je také nejjižnější a nejvýchodnější celoročně obydlenou oblastí Dornbirnu a tvoří tak centrum jihovýchodní části obce, která je charakteristická horami a lesy.

### Sousední obce

Poloha obce Dornbirn v rámci Vorarlberska, spolu se sousedními obcemi

Vzhledem k své velikosti má město četné hranice s ostatními obcemi. Z 15 sousedních obcí Dornbirnu patří devět do politického okresu Bregenz (Lauterach, Wolfurt, Schwarzach, Bildstein, Alberschwende, Schwarzenberg, Reuthe, Mellau a Damüls) a čtyři do okresu Feldkirch (Laterns, Zwischenwasser, Viktorsberg a Fraxern). Kromě toho hraničí město s ostatními dvěma obcemi okresu Dornbirn (Hohenems a Lustenau). Dornbirn je jedinou obcí ve stejnojmenném okrese, jejíž obecní hranice netvoří zároveň hranici státní. (Obce jsou uvedeny ve směru hodinových ručiček, počínaje severem.)

### Rozloha
| Název                      | Kód   | Počet obyvatel | Rozloha v ha | Karte der Dornbirner Katastralgemeinden |
| Dornbirn                   | 92001 | 50.126         | 9.930,41     | Karte der Dornbirner Katastralgemeinden |
| Ebnit I                    | 92002 | 131            | 1.159,09     | Karte der Dornbirner Katastralgemeinden |
| Ebnit II                   | 92003 | 0              | 1.003,50     | Karte der Dornbirner Katastralgemeinden |
| Počet obyvatel k roku 2021 |       |                |              | Karte der Dornbirner Katastralgemeinden |

Celá obec Dornbirn se rozkládá na ploše přibližně 121 kilometrů čtverečních (12 093 ha), a dělí se na tři katastrální území
- Dornbirn (9.930,41 ha)
- Ebnit I (1.159,09 ha)
- Ebnit II (1.003,50 ha)

Z této celkové plochy tvoří asi 4 815 hektarů lesy a 5 723 hektarů louky, pastviny a tzv. alpy (letní pastviny). Obec Dornbirn tvoří asi 70% rozlohy okresu Dornbirn (172,36 km²) a je třetí nejrozlehlejší obcí ve Vorarlbersku po Gaschurn a St. Gallenkirch. Tvoří 4,65% z celkové rozlohy spolkové země.

### Horská krajina

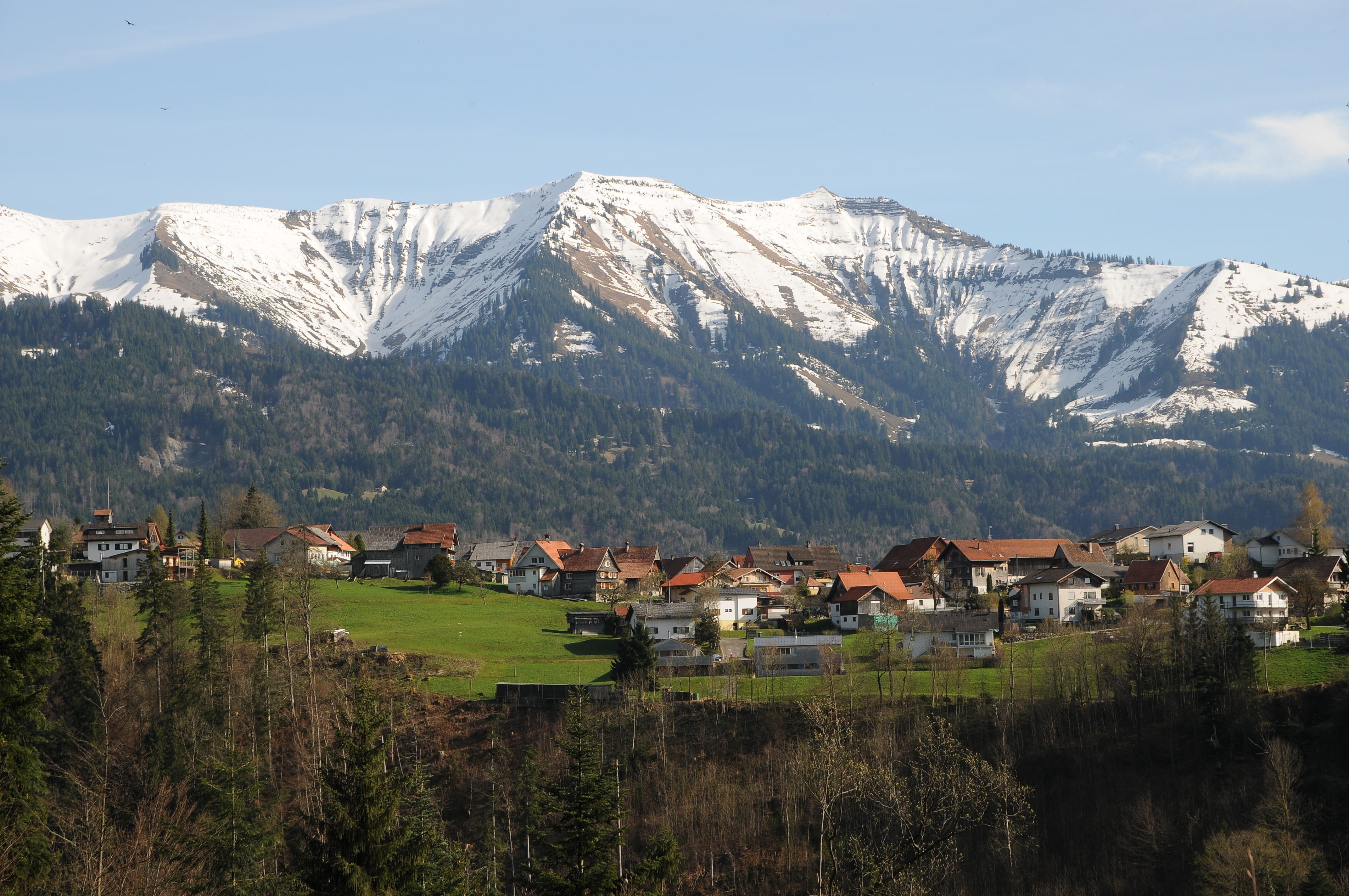
Vesnice Kehlegg a pohoří First v pozadí

Díky její poloze na okraji Východních Alp a Bregenzského lesa se na území obce nachází několik horských vrcholů, přesahujících 1500, respektive 2000 metrů nadmořské výšky. Nejvýraznějšími jsou Staufen (1465 m n. m.) a 971 metrů vysoký Karren, na který se lze dostat lanovkou, a který je považován za místní horu. Turisté si oblíbili také 1830 metrů vysoký Mörzelspitze a 2004 metrů vysoký Hohe Freschen. Nejvyšší horou v obci je poměrně nenápadná Sünser Spitze (2062 m n. m.). Většina horských vrcholů v obci je přístupná po turistických stezkách. Horské krajině Dornbirnu dominuje tzv. First, pohoří, ke kterému patří Mörzelspitze, Hohe Freschen a Sünser Spitze a které je za jasného dne vidět až z 35 km vzdáleného Friedrichshafenu v Německu.

### Řeky a vodstvo

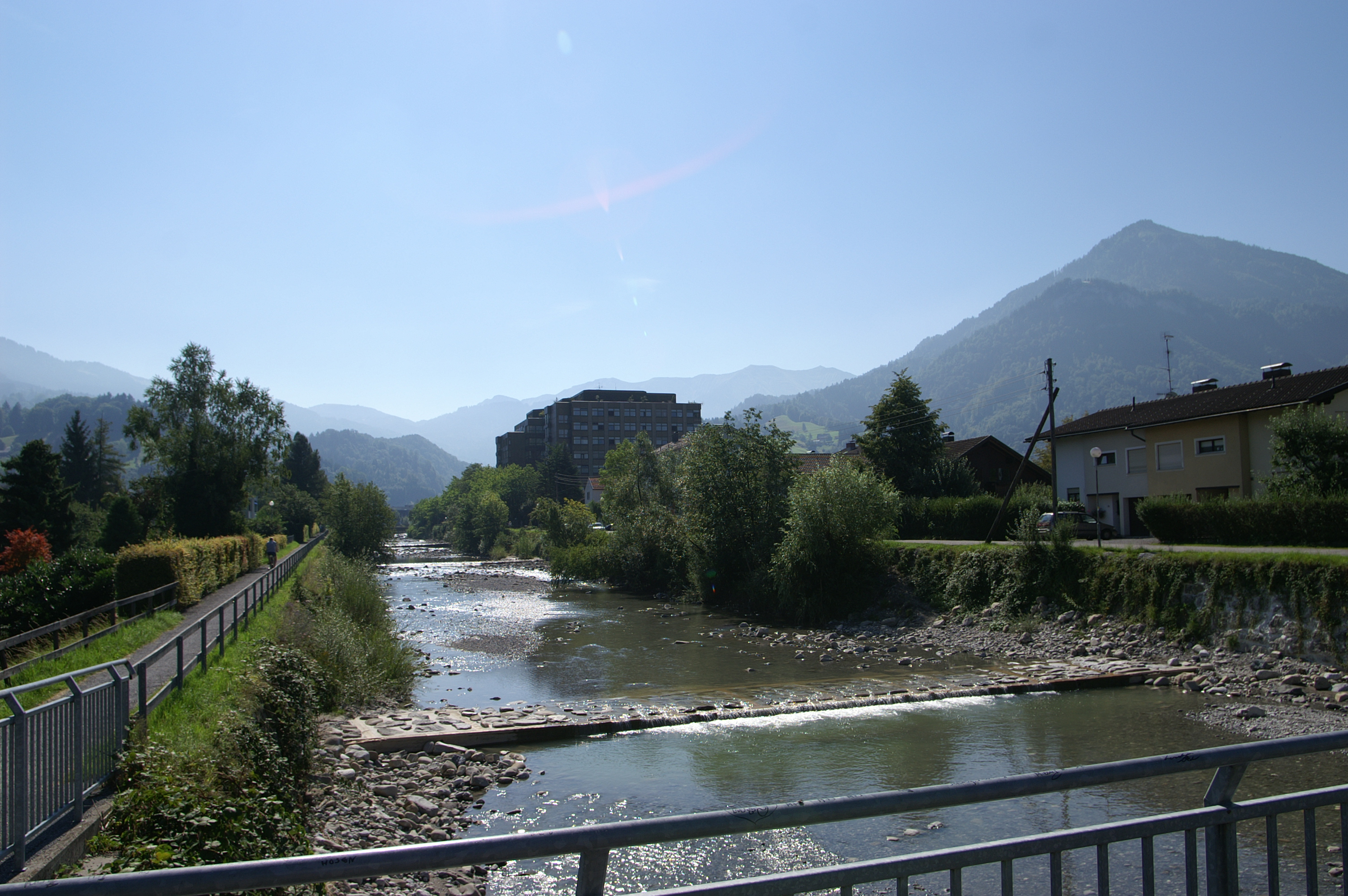
Dornbirner Ach protékající městem

Vodní mapě obce dominuje Dornbirner Ach, hlavní řeka Dornbirnu. Ach je jednou z nejdůležitějších odtokových řek v Předním Bregenzském lese a páteřní řeka pro četné větší a menší toky v horské krajině Dornbirnu. Většina z bezpočtu řek a potoků, které se vlévají do Dornbirner Ach během jeho toku od nejjižnějšího k nejsevernějšímu bodu obce, nemá jméno. Fallbach je jediný potok, který neteče přímo do Dornbirner Ach, ale rovnou do Vorarlberského vnitrozemského kanálu v údolí Rýna. Na území Dornbirnu se nachází pouze několik jezer, mezi nejznámější patří Sünser See a vodní nádrž Staufensee. Při své cestě protéká Dornbirner Ach také dvěma několik tisíc let starými soutěskami Alploch a Rappenloch, které jsou, díky vybudovaným lávkám a stezkám, plně přístupny turistům.

### Podnebí
Podnebí v Dornbirnu je na rakouské poměry relativně mírné, za což vděčí Fénu a své poloze v Rýnském údolí. Průměrná teplota za celý rok je 10 °C. Nejteplejším měsícem je červenec s průměrnou teplotou 19,3 °C, nejchladnějším leden, s průměrem 0,4 °C. Dlouhodobá období mrazu se vyskytují téměř každoročně, extrémní nízké teploty jsou však vzácné. Průměrná roční nejnižší teplota je -13,0 °C. Stejně jako celé údolí Alpského Rýna leží Dornbirn na hranici zón odolnosti 7b a 8a, a je z hlediska zimy jedním z nejmírnějších regionů v Rakousku. Poslední mráz (období měření 1993-2019) se vyskytuje v průměru 14. dubna, první 6. listopadu. Bezmrazové období trvá v průměru 205 dní a mezi začátkem května a polovinou října neklesají teploty pod bod mrazu. V průměru je zaznamenáno 13 ledových a 82 mrazových dnů. Naproti tomu je zde 52 letních a 9 tropických dnů. Nejnižší zaznamenaná teplota od začátku měření v roce 1993 je -17,9 °C, dosud nejvyšší je 36,8 °C.
Pozoruhodné jsou na středoevropské podmínky rozsáhlé roční srážky, které dosahují průměrně 1500 mm a v některých částech obce dokonce stoupají na více než 2000 mm. Díky tomu jsou každou zimu zaznamenány izolované, zčásti značné sněhové pokrývky.
V zimě svítí slunce v průměru dvě až čtyři hodiny denně. Toto číslo se v průběhu letních měsíců zvyšuje na více než sedm hodin denně. Průměrná doba slunečního svitu je necelých 1 800 hodin ročně, což je na podmínky v rakouských údolích relativně málo.

| Dornbirn – podnebí          | Dornbirn – podnebí | Dornbirn – podnebí | Dornbirn – podnebí | Dornbirn – podnebí | Dornbirn – podnebí | Dornbirn – podnebí | Dornbirn – podnebí | Dornbirn – podnebí | Dornbirn – podnebí | Dornbirn – podnebí | Dornbirn – podnebí | Dornbirn – podnebí | Dornbirn – podnebí |
| Období                      | leden              | únor               | březen             | duben              | květen             | červen             | červenec           | srpen              | září               | říjen              | listopad           | prosinec           | rok                |
| --------------------------- | ------------------ | ------------------ | ------------------ | ------------------ | ------------------ | ------------------ | ------------------ | ------------------ | ------------------ | ------------------ | ------------------ | ------------------ | ------------------ |
| Nejvyšší teplota [°C]       | 17,9               | 19,7               | 23,2               | 30,0               | 31,5               | 34,6               | 36,8               | 36,1               | 31,0               | 27,9               | 25,2               | 20,6               | 36,8               |
| Průměrné denní maximum [°C] | 4,2                | 5,8                | 10,8               | 15,7               | 20,1               | 23,3               | 24,9               | 24,0               | 19,7               | 14,8               | 8,5                | 4,8                | 14,8               |
| Průměrná teplota [°C]       | 0,4                | 1,3                | 5,2                | 9,7                | 14,9               | 18,2               | 19,3               | 18,6               | 14,1               | 9,9                | 4,6                | 1,3                | 9,8                |
| Průměrné denní minimum [°C] | −2,4               | −2,1               | 1,1                | 4,6                | 9,3                | 12,7               | 14,2               | 14,0               | 10,2               | 6,6                | 1,7                | −1,4               | 5,7                |
| Nejnižší teplota [°C]       | −17,9              | −17,7              | −17,3              | −7                 | 0,0                | 3,2                | 5,7                | 5,0                | 0,9                | −5,4               | −13,3              | −16,3              | −17,9              |
| Průměrné srážky [mm]        | 71                 | 69                 | 93                 | 103                | 164                | 188                | 187                | 192                | 148                | 106                | 95                 | 95                 | 1 511              |
| Slunečných hodin na den     | 2,25               | 3,26               | 4,84               | 6,21               | 6,55               | 7,31               | 7,35               | 7,12               | 5,63               | 4,03               | 2,38               | 1,89               | 4,9                |
| Zdroj: Jahrbuch ZAMG        |                    |                    |                    |                    |                    |                    |                    |                    |                    |                    |                    |                    |                    |

## Obyvatelstvo

### Struktura populace
Dornbirn má v současné době celkovou populaci 50 000 lidí (5. února 2020) – to je asi 12 % populace Vorarlberska.
Populace města je téměř rovnoměrně rozdělena na muže a ženy. Při sčítání lidu v roce 2001 bylo v Dornbirnu evidováno 20 730 mužů (49,0 %), ženská část populace dosáhla 21 571 (51,0 %). Při stejném sčítání bylo zjištěno, že 86,6 % obyvatel Dornbirnu má rakouské občanství. K římskokatolické církvi se hlásí 74,8% obyvatel Dornbirnu (v celém Vorarlbersku je to 78,03 %), dalších 2,6 % jsou protestanti (Vorarlberg 2,23 %) a 2,7 % obyvatel patří k jedné z pravoslavných církví (Vorarlberg 2,61 %). Druhou největší náboženskou skupinou je islám. V roce 2001 se 9,9 % obyvatel Dornbirnu hlásilo k muslimské víře (Vorarlberg 8,36 %), pouze 8 občanů bylo židovské víry.
Největší věkovou skupinou (8,4 %) tvořily v tomto sčítání osoby ve věku 35 až 39 let. Průměrný věk veškerého obyvatelstva v Dornbirnu je nicméně o něco vyšší než průměrný věk spolkové země. 18,5 % (v celém Vorarlbersku 19,73 %) populace bylo v době průzkumu mladších 15 let, 63,3 % (Vorarlbersko 63,16 %) bylo ve věku 15 až 60 let a 18,2 % (Vorarlbersko 17, 29 %) bylo více než 60 let. Přibližně 44,1 % obyvatel Dornbirnu bylo v roce 2001 svobodných, dalších 7,0 % rozvedených. Naproti tomu 43,4 % bylo vdaných či ženatých a 5,5 % ovdovělých.

### Migrace a integrace
Dornbirn je silně ovlivněn imigrací: ve Vorarlbersku je to město s nejvyšším podílem cizinců, což je charakteristické také pro celý okres. V roce 2001 bylo 1,7 % lidí žijících v Dornbirnu občany jiné země EU a 11,7 % občany země mimo EU (před rozšířením EU na východ).
Zdaleka největší podíl cizí populace je, stejně jako ve většině ostatních měst ve Vorarlbersku, tureckého původu. 3 484 lidí uvedlo turečtinu jako hovorový jazyk a 4 206 lidí se hlásilo k muslimské víře.
Naproti tomu je zde 35 411 lidí, kteří mluví německy jako svým mateřským jazykem, 35 667 lidí, kteří se narodili v Rakousku, a 39 812 rakouských občanů (v roce 2006). Tato skutečnost vyplývá z velkých imigračních vln v padesátých a šedesátých letech, kdy bylo díky obnovenému rozmachu textilního průmyslu přijímáno stále více hostujících pracovníků z Turecka. Mnoho z těchto bývalých textilních pracovníků nyní žije se svými rodinami ve Vorarlbersku, mladší generace se narodily v Rakousku a vyrůstaly v západní kultuře.
Z tohoto důvodu si město Dornbirn objednalo na podzim roku 2001 interkulturní model, který byl v listopadu 2002, s podporou entologického semináře univerzit v Basileji a tzv. b.a.s.e. (Büro für angewandte Sozialforschung und Entwicklung neboli Úřad pro aplikovaný sociální výzkum a vývoj) představen veřejnosti.

## Historie

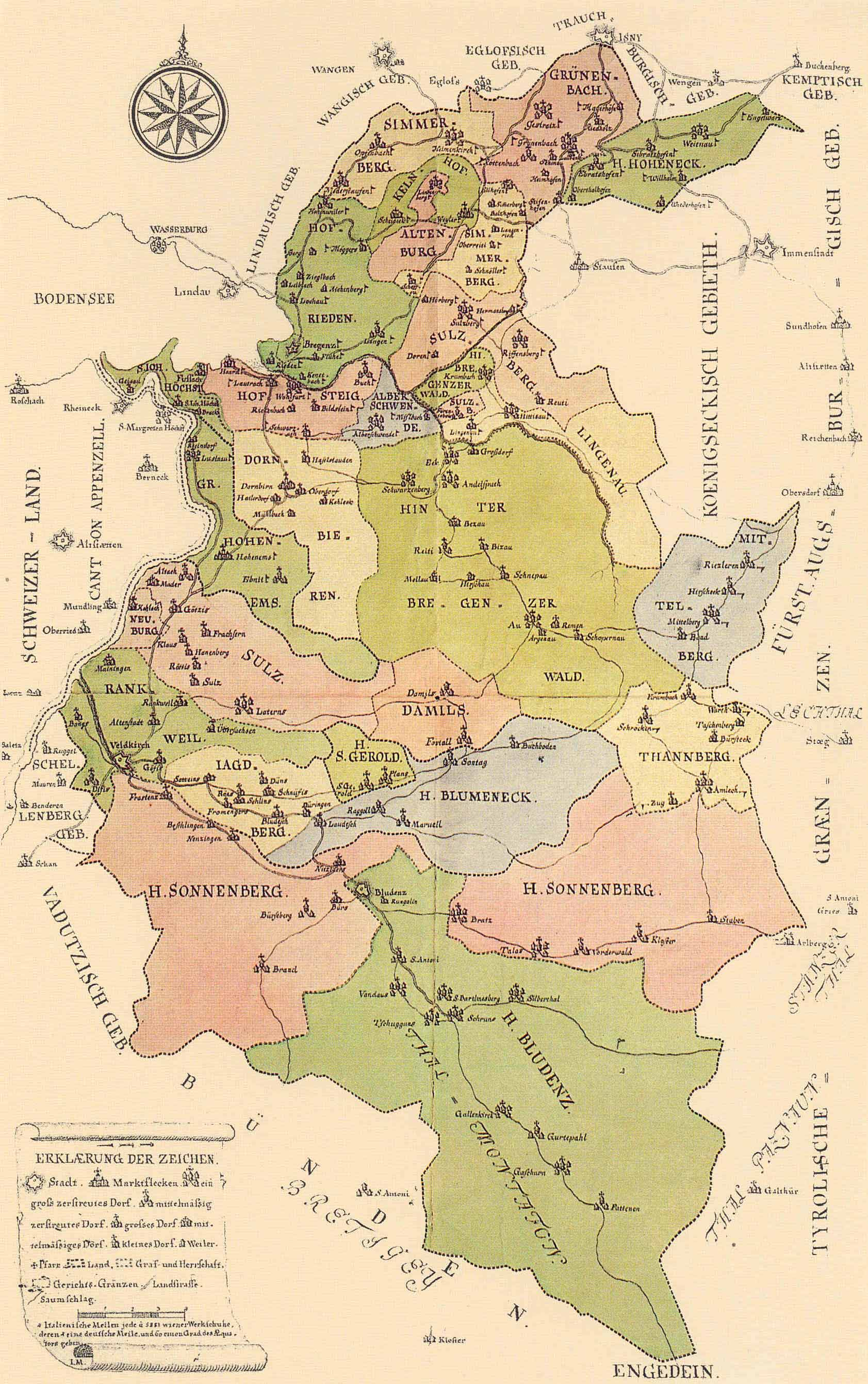
Historická mapa Vorarlberska z roku 1783, město je zde označeno jako "Dornbieren"

### Pravěk a raná historie
Nejstarší důkazy o lidské přítomnosti v oblasti Dornbirnu lze datovat do střední doby kamenné (8000 až 3000 př. n. l.). Patří sem hlava kyje ve tvaru disku ze zeleno-černého křemence nalezená v roce 1971 pod mostem Achmühler. První nálezy v městských oblastech, které jsou dnes ještě obydlené, lze připsat době bronzové (3000 až 1800 př. n. l.). Mince z 2. století nalezené v místech dnešní ulice Rosenstraße a lýtková kost z 1. století nalezená v oblasti Köblern dokazují římskou přítomnost v Dornbirnu. Prvním dokladem osídlení oblasti dnešního Dornbirnu je alemánský kosterní hrob se seaxem a nožem ze 6. či 7. století. Ten naznačuje osídlení v oblasti dnešní městské části Hatlerdorf.

### Středověk
Poprvé je osada Torrinpuirron – v překladu "Torrovy dvory" – zmíněna v zápisu listiny vydané 15. října 895 v St. Gallenu. V souladu s tím měl klášter v St. Gallenu svrchovanost nad touto oblastí v následujících desetiletích. V rámci Franské říše se mladá osada nacházela v říšské župě Ringowe, a tedy pod vlivem hrabat z Bregenzu.
V následujících desetiletích se vlastnictví nejprve změnilo na bregenzskou linii hrabat z Montfortu, poté na jejich linii feldkirchskou. Nakonec byla tato hrabství začleněna do habsburské říše, čímž se v roce 1380 stal Dornbirn rakouským. V roce 1391 byla osada písemně zmíněna jako Veste Dorrenburren, čímž byla pravděpodobně myšlena "Oberdorfská věž". V bezprostřední blízkosti dnes již zaniklé věže se nachází budova Schlossguggerhaus, která je s přibližným datem výstavby kolem roku 1294 nejstarší dochovanou stavbou v Dornbirnu.
Na konci 14. století se hrabatům z Emsu podařilo získat některé důležité pozemky na území Dornbirnu. V polovině 15. století se již velké části města nacházely v majetku tohoto šlechtického rodu (1575 až 1759).

### Novověk
V roce 1654 prodal arcivévoda Ferdinand Karel Tyrolský celý dornbirnský dvůr hrabatům z Ems. Dornbirnští projevili rozhořčený odpor a dokonce odmítli vzdát hold novému panovníkovi. S pomocí zemských stavů se obyvatelům Dornbirnu podařilo získat 4 000 zlatých pro odkoupení jurisdikce, načež arcivévoda prodej odvolal a odměnil Dornbirn za jeho věrnost dynastii Habsburků dvorním erbem, který se v městském znaku používá dodnes. V roce 1771 se obyvatelstvu, díky vysoké zadluženosti hrabat z Emsu, podařilo koupit veškerou půdu, kterou v Dornbirnu vlastnili. Tato významná událost v historii města je dnes známá jako Vykoupení z Emsu. Roku 1793 byl Dornbirn povýšen na tržní město.

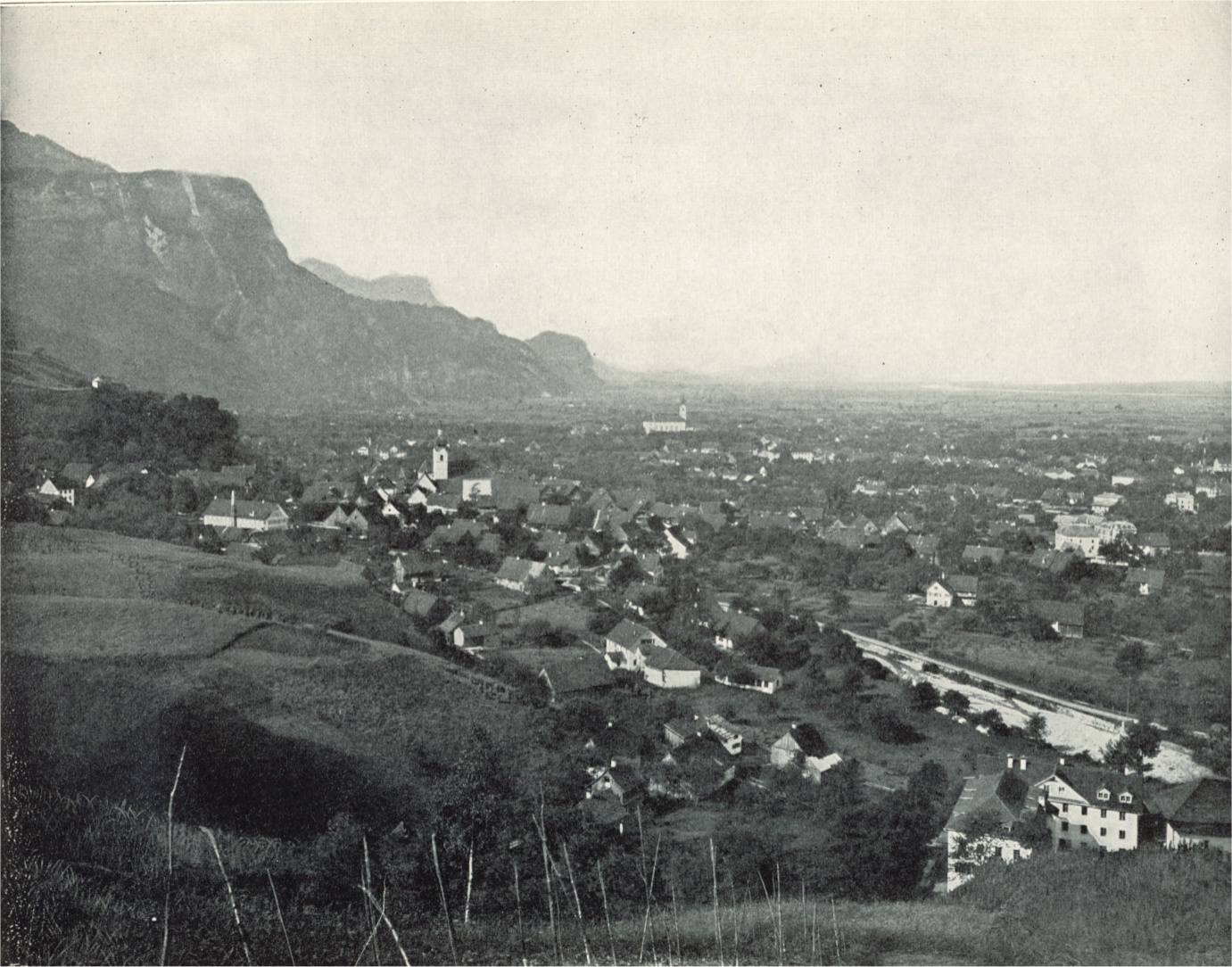
Dornbirn kolem roku 1890

V důsledku Prešpurského míru město roku 1805 připadlo Bavorsku, a stalo se součástí okresu Iller s hlavním městem Kempten, než se roku 1814 stalo opět součástí Rakouska. Konec 18. a začátek 19. století přinesl prudký hospodářský rozmach, zejména díky výstavbě železniční trati. Během své návštěvy v Dornbirnu dne 10. srpna 1881 uvedl císař František Josef I. v textilní fabrice F.M. Hämmerle do provozu první dálkový telefonní systém v Rakousko-Uhersku.

### 20. a 21. století

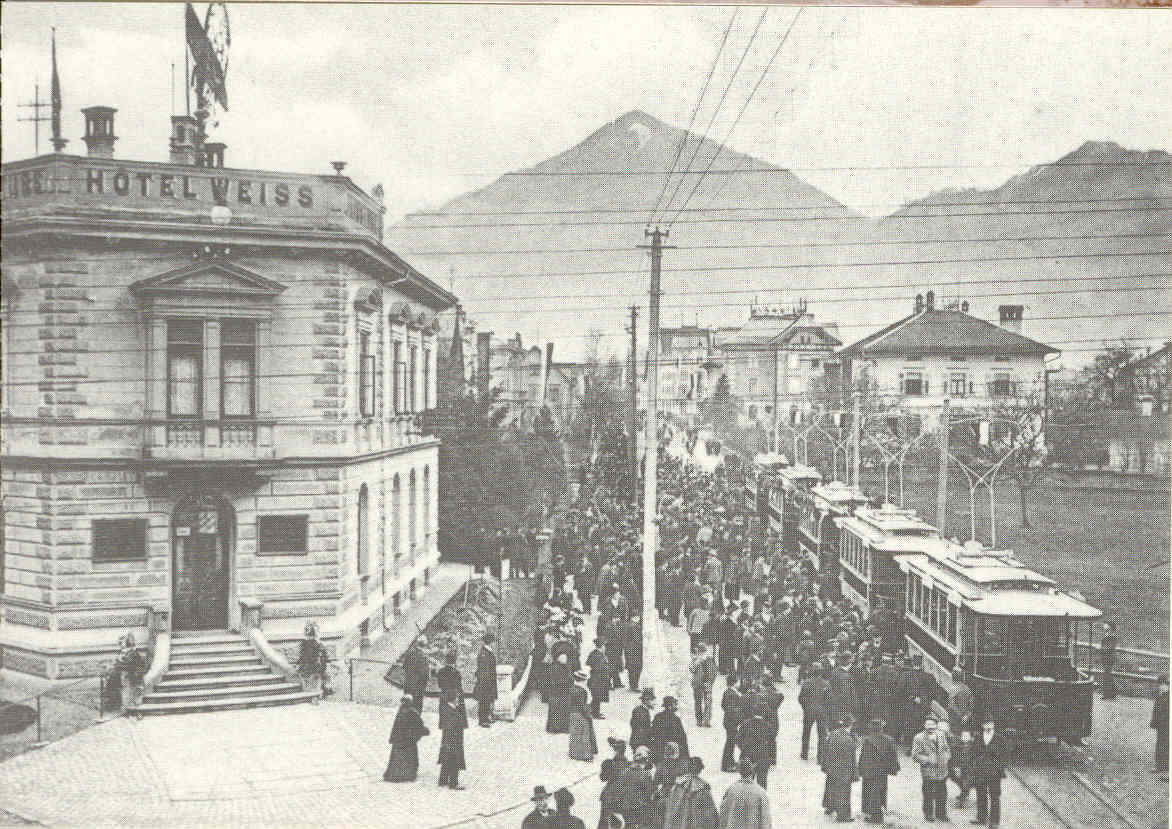
Slavnostní zprovoznění elektrické železnice 30. listopadu 1902

Usnesením ze dne 21. listopadu 1901 povýšil císař František Josef I. Dornbirn na město, což vedlo v následujících dnech k hojným oslavám. Díky tomu se Dornbirn stal v pořadí čtvrtým městem ve Vorarlbersku (o 82 let později byl povýšen Hohenems, jako páté a zatím poslední město). Roku 1902 byla uvedena do provozu Elektrická železnice Dornbirn – Lustenau, spojující obě obce. Tato 11 kilometrů dlouhá tramvajová trať fungovala až do roku 1938, kdy byla z ekonomických důvodů zrušena.
V první světové válce (1914–1918) zahynulo 596 občanů Dornbirnu. V meziválečném období bylo město ušetřeno jakýchkoli občanských nepokojů, protože převážná část populace se zavázala věrností k austrofašistickému spolkovému státu. V roce 1932 byla do města Dornbirn začleněna do té doby nezávislá horská vesnice Ebnit, která byla silně zadlužena výstavbou Ebnitské silnice.

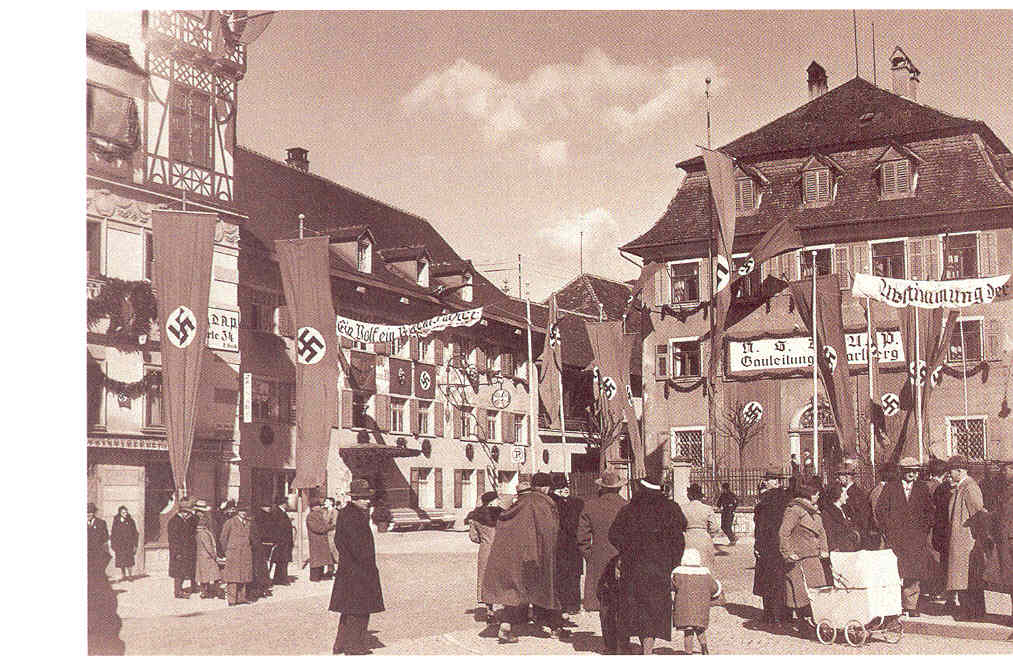
Dornbirn v průběhu hlasování o anšlusu (1938)

Ještě před anšlusem k Německé říši v roce 1938 byl Dornbirn považován za „hnědé hnízdo“ ve Vorarlbersku a baštu národních socialistů. Stal se také dějiště několika výtržnických bombových útoků národních socialistů, kteří v té době nelegálně působili ve Vorarlbersku.
12. března 1938, den po abdikaci kancléře Kurta Schuschnigga, vtrhly jednotky Wehrmachtu do Dornbirnu a provedly „anšlus Rakouska“. Novým vedoucím okresu byl jmenován dornbirnský občan Anton Plankensteiner, a dosavadní zemský hejtman Ernst Winsauer byl zbaven funkce. Již na jaře roku 1939 byl Dornbirn prohlášen za první „město bez Židů“ ve Vorarlbersku, poté, co byla z města vyhnána jediná židovská rodina – obchodník Edmund Turteltaub s manželkou Gertrudou a jejich dvěma dětmi Hansem a Walterem. Po neúspěšném útěku do Itálie byli Turteltaubovi nakonec zavražděni ve vyhlazovacím táboře v Osvětimi v roce 1944. Na pamětním kameni, které město postavilo v roce 1993 obětem nacionálního socialismu, jsou kromě jmen rodinných příslušníků rodiny Turteltaubů také jména dalších jedenácti dornbirnských obětí národně socialistické tyranie. V době národního socialismu byl Dornbirn vedle Bregenzu a Bludenzu jedním ze tří okresních měst Vorarlberska v říšské župě Tyrolsko-Vorarlbersko.
Během druhé světové války vykonávalo vojenskou službu celkem 5 789 mužů z Dornbirnu, 709 z nich zemřelo. Jiné zdroje hovoří o 837 nebo více než 1 000 padlých a nezvěstných, což by odpovídalo asi 5,8% obyvatelstva z roku 1939.
2. května 1945 bylo město 1. francouzskou armádou téměř bez boje zabráno. V 9:30 uvedla rozhlasová stanice v Dornbirnu historická slova: „Toto je rakouské rádio, vysílá stanice Vorarlberg v Dornbirnu. Jsme první rakouskou vysílací stanicí, která spustila službu.“ V poválečném Rakousku patřil Dornbirn, stejně jako celé Vorarlbersko, do konce okupace v roce 1955 do francouzské zóny.

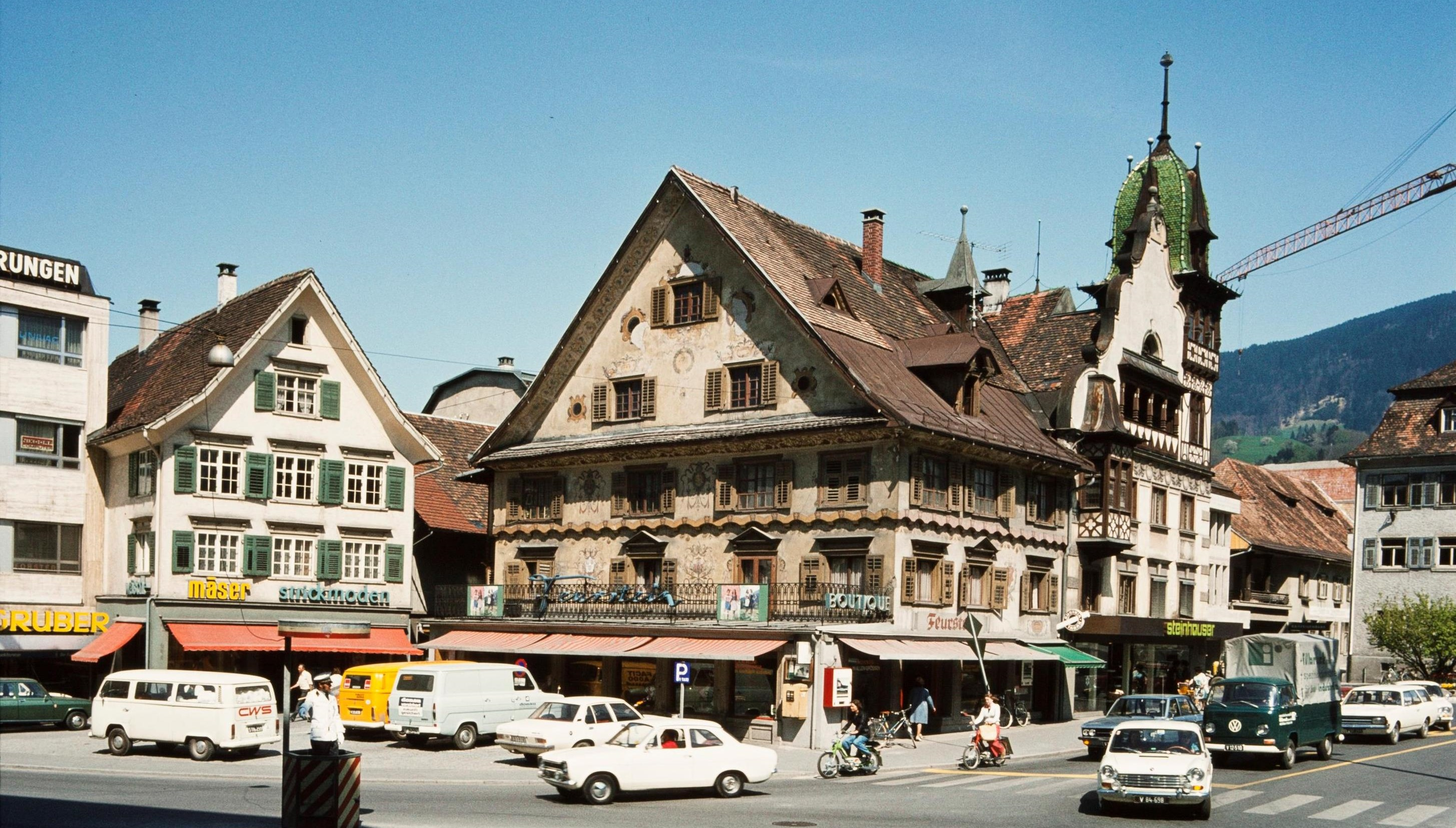
Dornbirnské náměstí v roce 1975

Ekonomický rozmach ve Vorarlbersku, který následoval po osvobození Rakouska, se naplno ukázal v roce 1949 při první Výstavě vzorků v Dornbirnu (později Dornbirnský veletrh). V roce 1969 se Dornbirn stal sídlem okresní správy nově vytvořeného okresu Dornbirn, který se oddělil od okresu Feldkirch. Město se také úspěšně dokázalo vyrovnat s regionálními strukturálními změnami, ke kterým docházelo od 70. let v důsledku úpadku místního textilního průmyslu. Vzhledem k výstavbě nové městské ulice v roce 1987 bylo centrum města vyhlášeno jako pěší zóna. V roce 1991 byl v Dornbirnu zřízen první městský autobus ve Vorarlbersku, jakožto průkopnický projekt místní veřejné dopravy. Koncept městského autobusu v Dornbirnu se rychle vyvinul v pilotní projekt pro mnoho dalších měst a obcí. Vorarlberská univerzita aplikovaných věd byla založena v Dornbirnu roce 1994 jako první vysoká škola s univerzitním charakterem v této spolkové zemi.
V roce 2001 Dornbrin oslavil 100 let od svého povýšení na město. V roce 2007 město hostilo 13. Světovou gymnaestrádu, velikou sportovní událost s přibližně 22 000 účastníky. Za účelem zlepšení dopravní infrastruktury byla v letech 2008 a 2009 kompletně zrekonstruována a obnovena hlavní ulice v oblasti vnitřního města, a v prostoru mezi kulturním centrem a radnicí bylo přímo pod ulicí vybudováno nové městské podzemní parkoviště. V roce 2019 se v Dornbirnu opět konala Světová gymnaestráda s více než 19 000 účastníky. 5. února 2020 bylo oficiálně oznámeno, že město má poprvé více než 50 000 obyvatel.

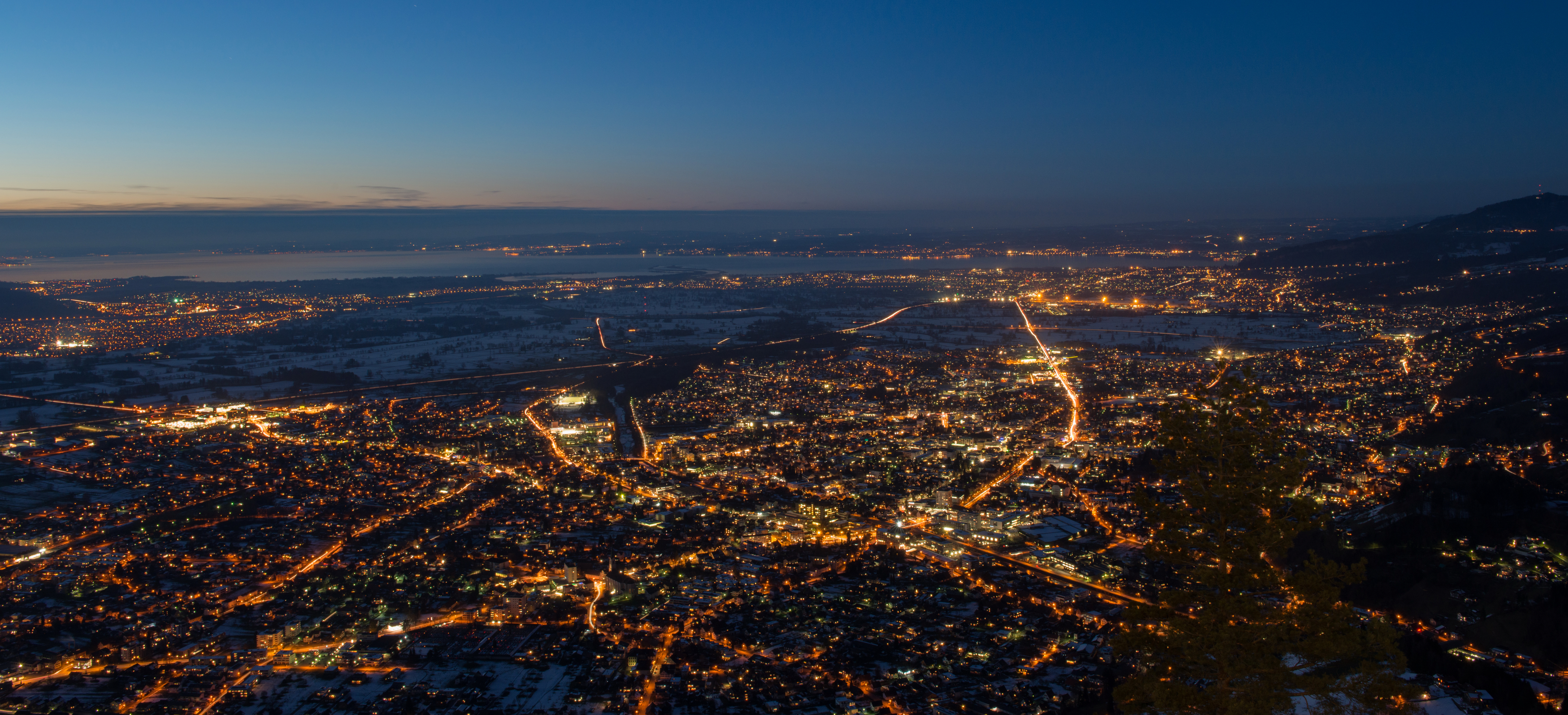
Noční Dornbirn, únor 2015

## Kultura a památky
Ve veletržním městě Dornbirnu se nachází vícero míst pro konání kulturních událostí. Dornbirnský kulturní dům nabízí prostory pro různá divadelní a kabaretní představení i pro jiné příležitosti. Spielboden, jeviště pro vorarlberské umělce, a noční klub Conrad Sohm jsou známy daleko za hranicemi regionu. Město také po celý rok pořádá koncerty klasické hudby "Dornbirn Klassik".
Jako relativně mladé město má Dornbirn jen několik památek nebo turistických cílů, přesto však nabízí řadu zajímavých aktivit, zejména v přírodní oblasti.
V únoru 2018 město Dornbirn oznámilo, že bude společně s městy Feldkirch, Hohenems a regionem Bregenzský les usilovat o titul Evropské hlavní město kultury 2024. Původně se chtělo město Bregenz ucházet o titulní roli v této hromadné přihlášce, ale na konci roku 2017 od úmyslu odstoupilo a tato úloha tedy připadla Dornbirnu. V rámci příprav oficiální přihlášky proběhly v několika obcích a městech po celém Vorarlbersku četné dialogové a think-tankové workshopy. Proces podávání žádosti vedla kulturní manažerka Bettina Steindl. Přihlašovací kancelář „Kultur Perspektiven 2024“ byla založena v roce 2018 a krátce po podaní oficiální přihlášky byla přejmenována na „Dornbirn plus Feldkirch Hohenems Bregenzerwald“ – zkráceně „Dornbirn plus“. 31. ledna 2019 dvanáctičlenná porota oznámila, že Dornbirn získal místo v tzv. užším výběru a postoupil tak (spolu s dalšími dvěma žadateli z Rakouska, městy St. Pölten a Bad Ischl) o jedno kolo ve výběrovém řízení. V listopadu 2019 však nakonec porota rozhodla ve prospěch Bad Ischlu, který se tak stal hlavním městem kultury pro rok 2024.

### Muzea

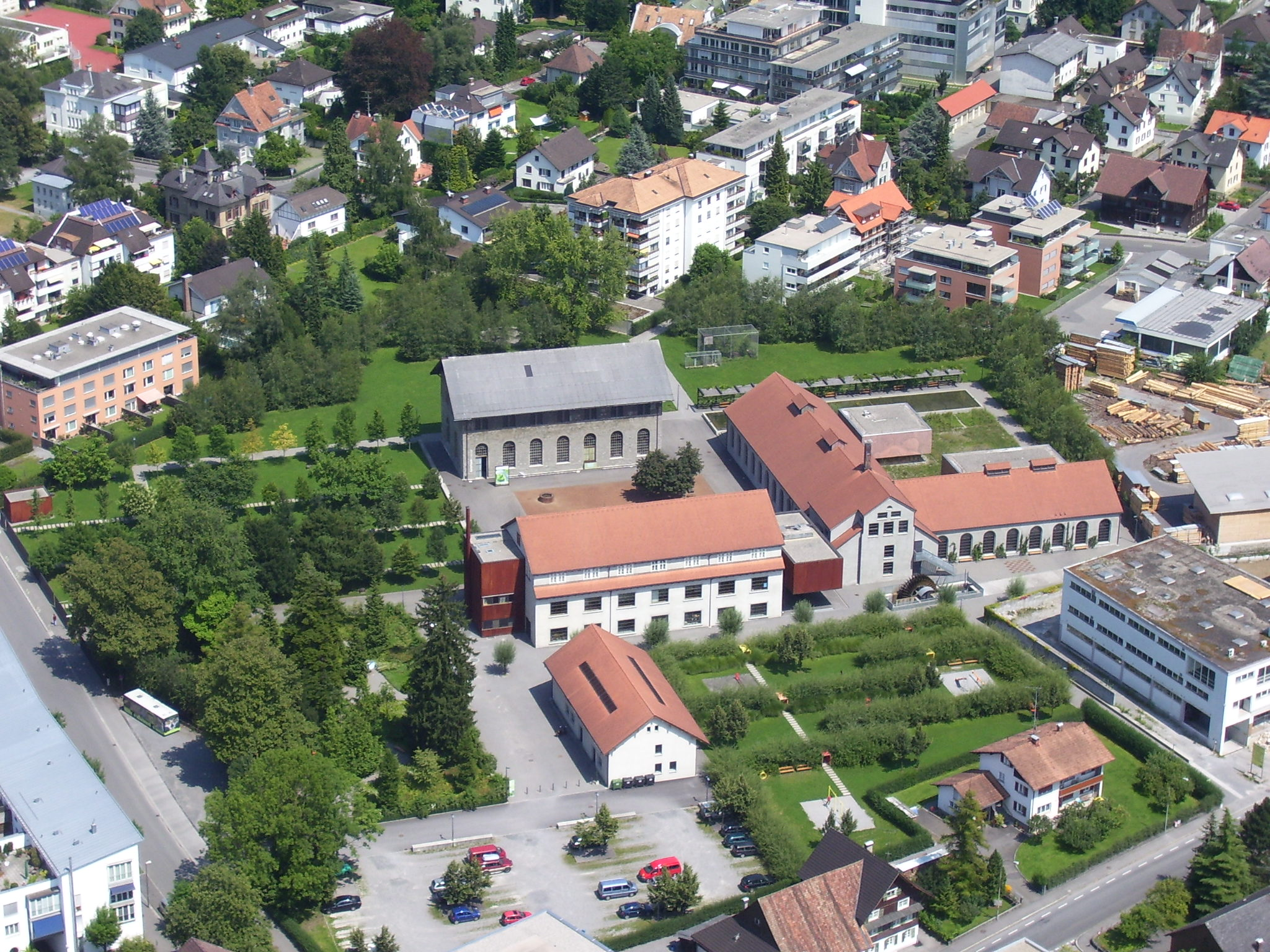
inatura při pohledu shora

K městským institucím, tedy městskému muzeu a městskému archivu, přibyla roku 2003 inatura, vyhlášené přírodovědné a přírodopisné interaktivní muzeum nacházející se v bývalém areálu Rüsch-Werke uprostřed nového městského parku. Mezi známá muzea patří také Kunstraum Dornbirn, muzeum betlémů v Dornbirnu a muzeum Rolls-Royce.
Muzeum FLATZ bylo otevřeno v červenci 2009 v přestavěné budově bývalé Vorarlberger Naturschau. Muzeum se skládá pouze ze dvou místností a je zcela věnováno mnichovskému sochaři Wolfgangu Flatzovi, který se narodil v Dornbirnu, a který je známý svými provokativními díly.

### Architektura
Relativně mladé panoráma města je utvářeno především architektonickým stylem 19. a 20. století. Ve druhé polovině 20. století na sebe upoutala mezinárodní pozornost místní architektonická scéna, známá jako Neue Vorarlberger Bauschule (Nová Vorarlberská stavitelská škola), mezi jejíž představitele patřili např. studio Cooperative Dornbrin – později Baumschlager & Eberle, dále Dietrich/Untertrifaller či Oskar Leo Kaufmann. V Dornbirnu a jeho okolí vzniklo od 80. let 20. století pod tímto označením mnoho budov uznávaných odborníky po celé Evropě.
Architektonicky zajímavé jsou také starší budovy v Dornbirnu. Některé z nich se nacházejí přímo na náměstí, například symbol Dornbirnu, „Červený dům“ či farní kostel svatého Martina. Dalšími historicky významnými nebo architektonicky zajímavými budovami jsou farní kostely ostatních městských částí a obvodů.

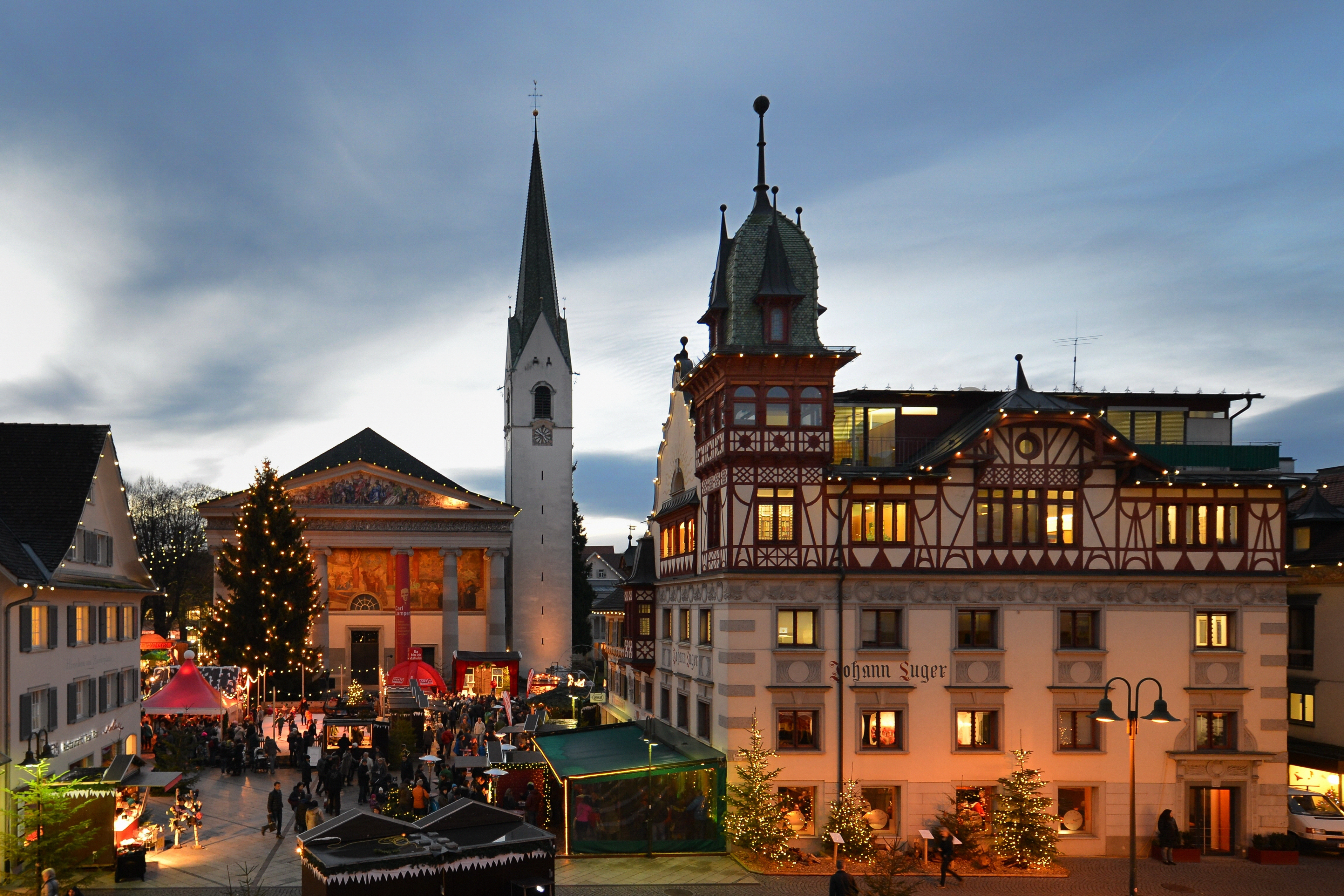
Dornbirnské náměstí s farním kostelem a domem Johanna Lugera vpravo

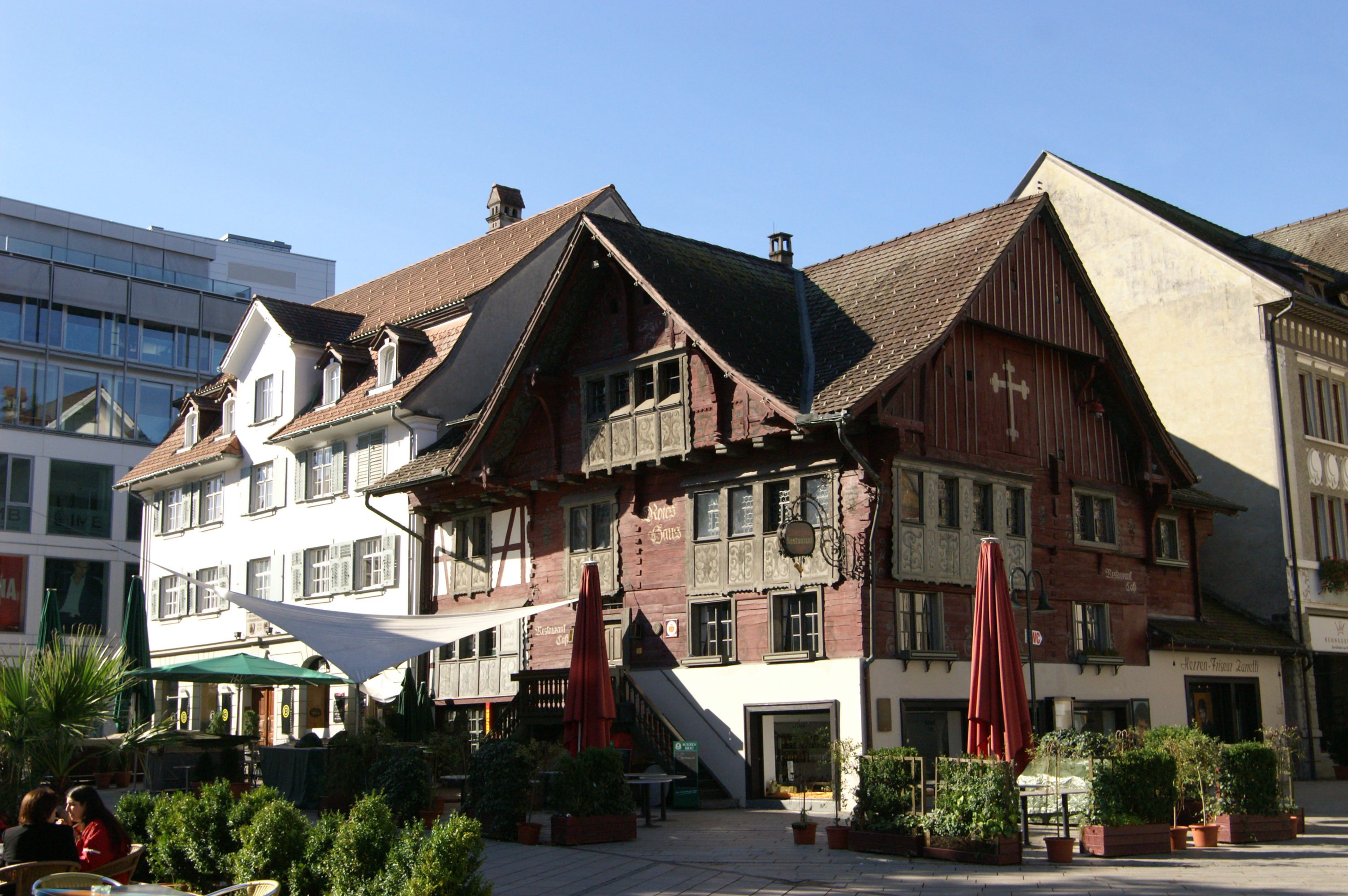
Červený dům, symbol Dornbirnu

#### Historické budovy
- Městský farní kostel sv. Martina (1839–1840): Tento kostel je mezi místními známý jako vesnický či náměstní kostel. Poprvé je zmíněn v roce 1130. Kostel ve své současné podobě představuje alespoň pátou budovu na téměř stejném místě. Současná budova byla postavena státním architektem Martinem Ritterem von Kinkem v letech 1839–1840 a představuje směsici klasicismu a historismu. Místní umělec Josef Huber V roce 1923 vytvořil fresku „Poslední věci člověka“ na vstupní zdi a následující rok mozaiku „Vjezd do Jeruzaléma“ v plochém štítu. Jedná se o budovu s kulatou apsidou a samostatně stojící východní věží se špičatou sedlovou střechou.
- Červený dům (1639): V roce 1639 postavili Michael Danner a Verena Rhomberg hostinec U anděla na místě bývalé dornbirnské fary. V letech 1954/1955 nechal potomek stavitelů August Rhomberg budovu, které hrozila demolice, zrenovovat architektem Franzem Hoffenscherem. Tento krvavě červený dřevěný dům je dnes jedním se symbolů Dornbirnu.
- Další dornbirnské domy ve stylu Rheintalhaus, jako jsou Loackerhaus, dům na Klostergasse 1, domy v historickém centru Hatlerdorfu nebo na Häfenbergu.
- Dům Adolfa Rhomberga (1799–1900): Majestátní pozdně barokní městský dům, který byl přestavěn v roce 1900 se secesními prvky.
- Dům Johanna Lugera (1901–1902): Na této pozdně secesní přestavbě se ukazuje, jak blízko k sobě ve Vorarlbersku měly secese a národní romantismus.
- Dělnické řadové domy (1907): Tyto budovy v ulici Bündtlittenstraße od bregenzského stavitele Otto Mallauna jsou zvláštním příkladem převzetí a místního použití anglického modelu řadového domu. Jelikož jsou dva byty na sobě, nejedná se o skutečné řadové domy, ale spíše o řadové bytové domy.
- Schlossguggerhaus (cca 1294): Nejstarší dochovaná stavba v Dornbirnu. Je považována za vynikající příklad anonymní venkovské výstavby vrcholného středověku.[19]

#### Moderní architektura
- Kostel Marie, královny míru ve Watzeneggu (1985–1986): Tuto stavbu od Wolfganga Ritsche, Siegfrieda Wägera a Rudolfa Wägera lze považovat za typického představitele dřevěných konstrukcí z 80. let ve Vorarlbersku.
- Panoramahaus (2005): Nejvyšší komerčně využívaná budova ve Vorarlbersku. Eliptickou konstrukci této stavby od architekta Bernharda Bügelmayera obklopuje zakřivená skleněná fasáda. Tím se hostům posilovny Home of Balance a hotelu Four Points by Sheraton nabízí prostorový zážitek panoramatického výhledu na krajinu Bodamského jezera, horskou krajinu Dornbirnu a Rýnské údolí až ke švýcarským skalním masivům.

### Příroda

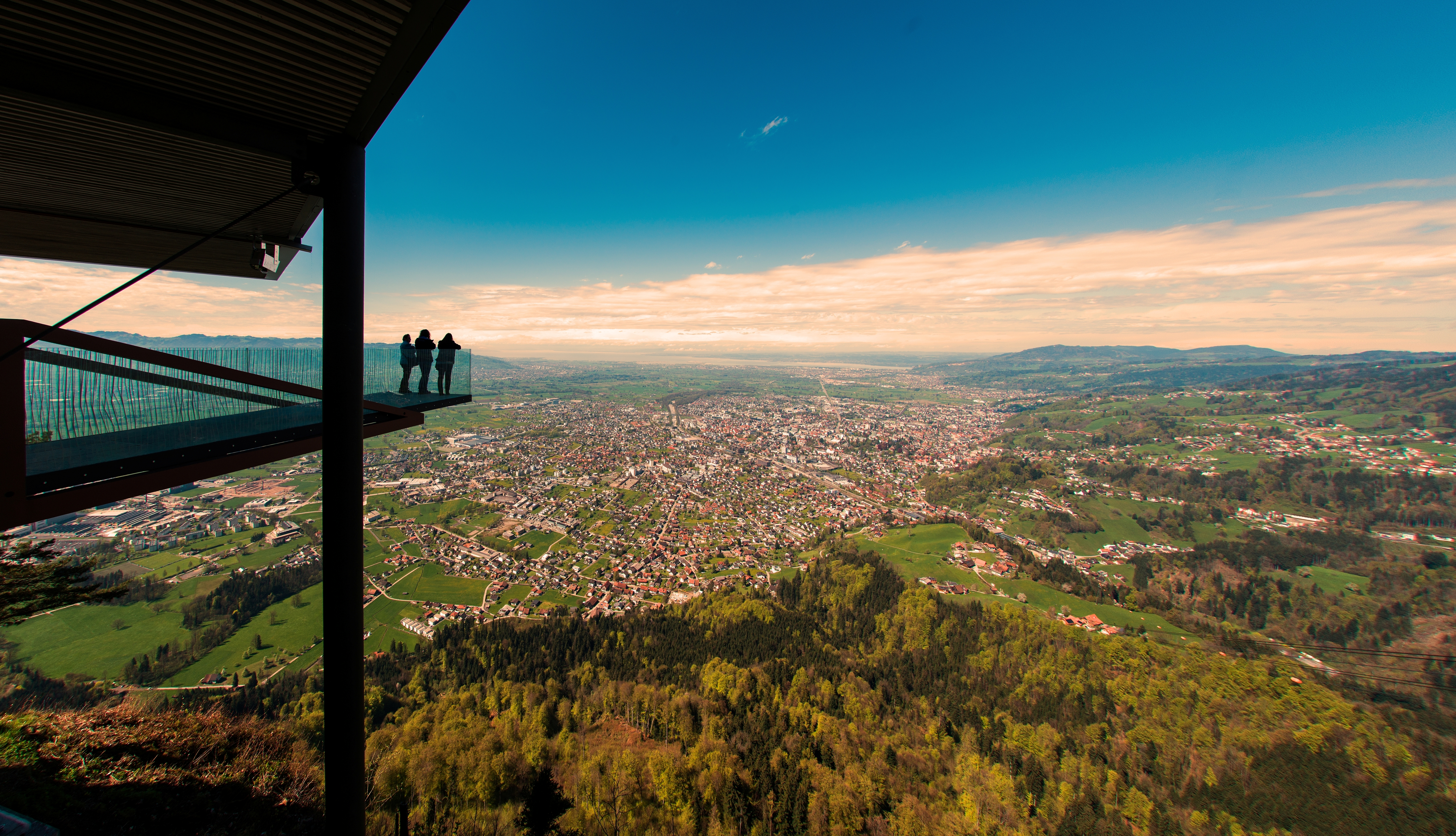
Výhlídková plošina „Karren-Kante“ tyčící se nad městem

Místní horou je 976 metrů vysoký Karren, nacházející se jihovýchodně od města. Na jeho vrchol vede lanovka Karrenseilbahn, která překonává výškový rozdíl kolem 520 metrů. Na zalesněném vrcholu je panoramatická restaurace a „Karren-Kante“, panoramatická vyhlídková plošina, která vyčnívá 12 metrů nad okraj skály. Z horské stanice lze vystoupat na vrchol Staufenu nebo sestoupit po naučné lesní stezce na k jezeru Staufensee.
Na území města se nachází řada dalších hor, které jsou snadno přístupné díky vorarlberskému systému turistických stezek. Nejznámější jsou výše zmíněný Staufen, Mörzelspitze a jedna z nejvýraznějších hor v okolí Hohe Freschen. Nejvyšší horou je spíše nenápadná Sünser Spitze.
Soutěsky Rappenloch a Alploch jsou oblíbeným výletním cílem jihovýchodně od Dornbirnu. Oběma soutěskami protéká řeka Dornbirner Ach a obě patří mezi největší soutěsky ve východních Alpách. Zpřístupněny pro turisty jsou od roku 1890. V malé pánvi mezi nimi leží jezero Staufensee, které bylo vytvořeno jako vodní nádrž pro elektrárnu přádelny v osadě Gütle (městská část Oberdorf).
Viz také odstavce Horská krajina a Řeky a vodstvo.

## Sport a volný čas

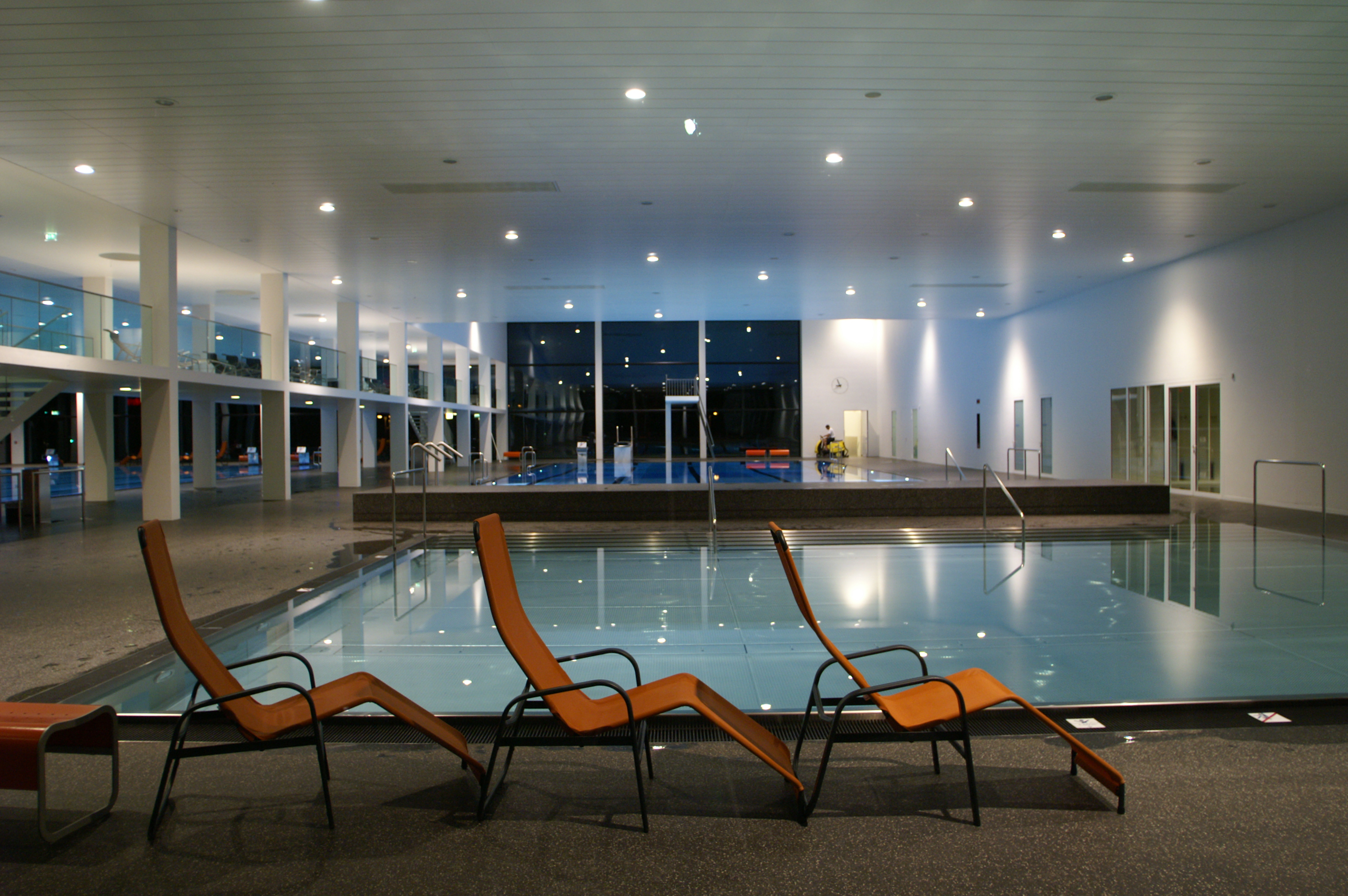
Plavecký bazén Stadtbad Dornbirn

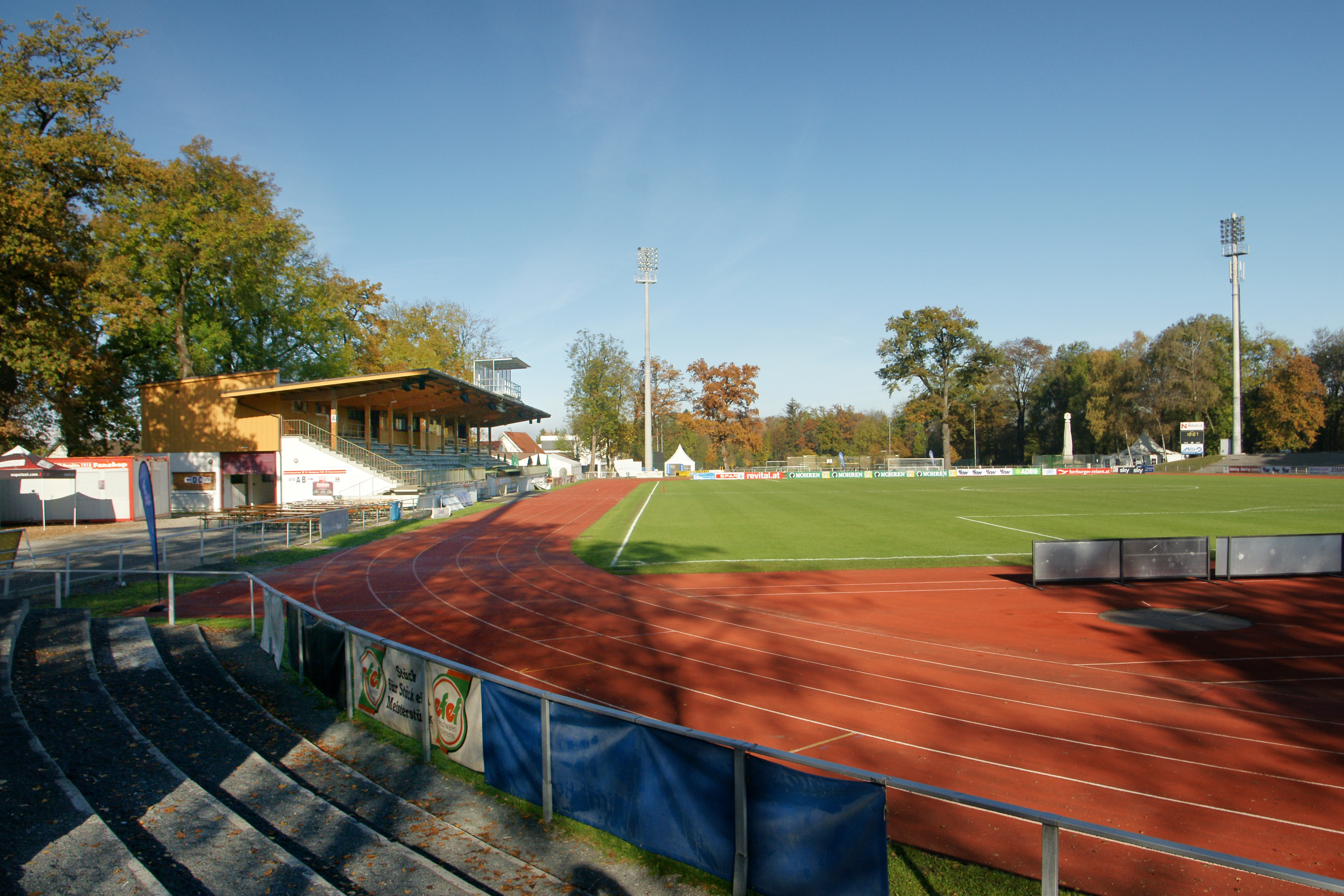
Stadion Birkenwiese, domácí stadion klubu FC Dornbirn 1913

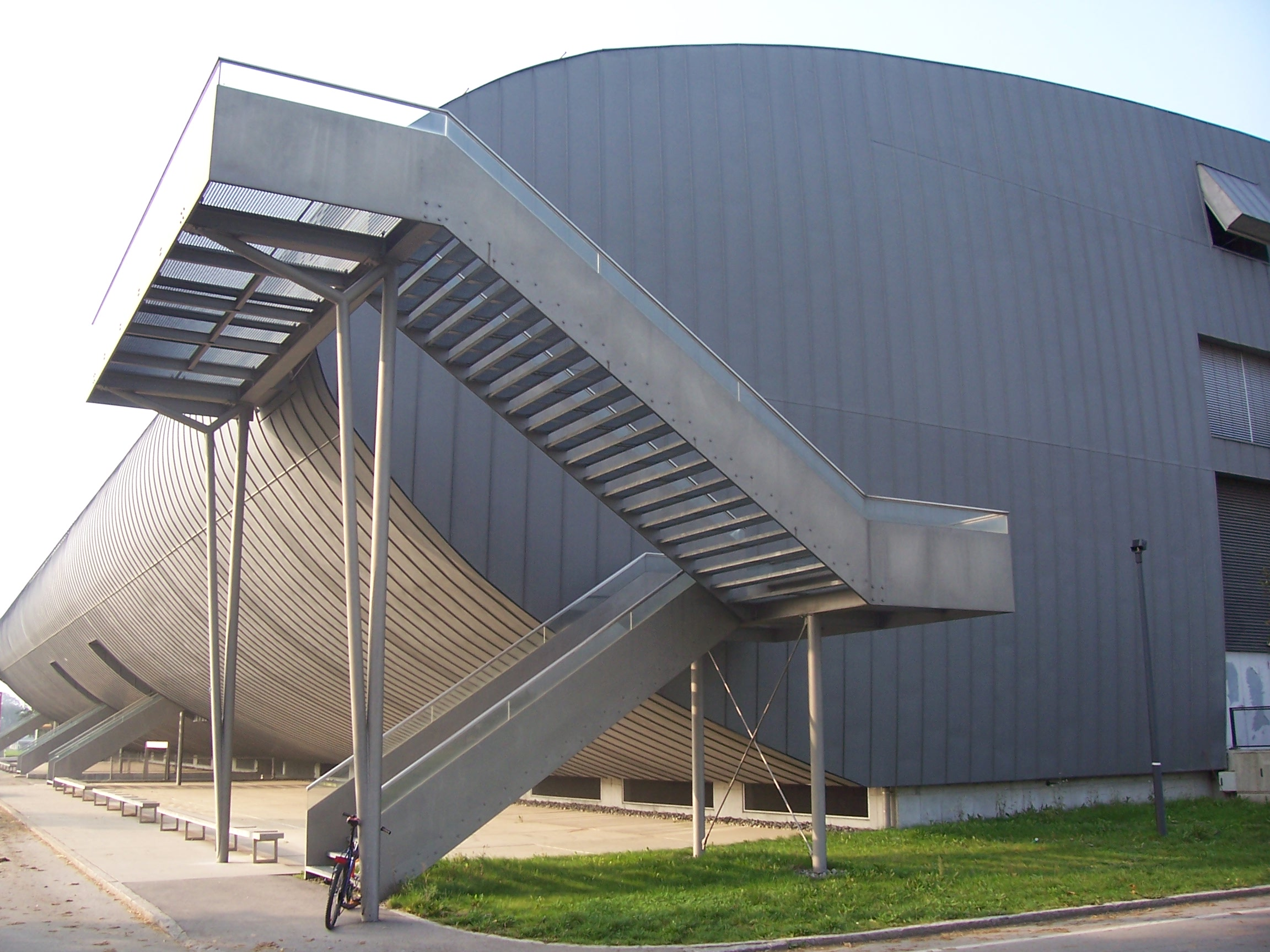
Zimní stadion Messestadion v areálu dornbirnského výstaviště

Město Dornbirn nabízí svým obyvatelům širokou škálu volnočasových aktivit. V obci lze provozovat mnoho různých sportů. Ve městě si však nepřijdou zkrátka ani milovníci kulturní scény. Stadtbad, nový krytý plavecký bazén a Waldbad Enz, venkovní bazén v údolí Dornbirner Ach nabízejí aktivní odpočinek pro rodiny s dětmi. V Dornbirnu se také nachází kino Cinema 2000.

### Sport
Stejně jako v celé střední Evropě je nejdůležitějším sportem fotbal. Velké množství veřejných fotbalových hřišť umožňuje hrát jak v jednom z mnoha klubů, tak ve volném čase. Nejdůležitějším klubem je FC Dornbirn 1913 – bývalý bundesligový klub hrající v roce 2021 ve 2. lize. Existují také další fotbalové kluby v nižších ligách, například kluby páté třídy Admira Dornbirn, Dornbirner SV nebo SC Hatlerdorf.
Zimní stadion Messestadion – domácí stadion Dornbirner EC – se nachází na výstavišti Dornbirner Messe, de facto sportovním centru města. Kromě ledního hokeje zde lze provozovat různé sporty, včetně tenisu, badmintonu, volejbalu, krasobruslení, basketbalu, kolové atd. V areálu Dornbirner Messe sídlí také sportovní gymnázium Dornbirn. Ve městě se dále nachází Vorarlberské zemské sportovní centrum, které je vybaveno halou pro míčové sporty, moderní střelnicí, travnatými hřišti, posilovnou, tělocvičnou, halou pro rytmickou gymnastiku, halou bojových umění a moderním lékařským diagnostickým vybavením. Ve stejné budově jako zemské sportovní centrum se nachází také sportovní středisko rakouské armády. Gymnastické centrum Dornbirn bylo založeno v roce 2007.
Jako téměř všude ve Vorarlbersku má lyžování v Dornbirnu zvláštní význam. Ačkoli žádný z větších lyžařských areálů Vorarlberska není v bezprostřední blízkosti města, k mnoha důležitým lyžařským oblastem – zejména v Bregenzském lese – se lze z Dornbirnu dostat v krátké době hromadnou dopravou. V Dornbirnu také sídlí několik lyžařských klubů a škol, které však netrénují ve velkých lyžařských areálech, nýbrž především na menších regionálních svazích a vlecích. Jako místní rekreační a sportovní areál pro obyvatele Dornbirnu slouží zejména lyžařský areál Bödele. Ten se nachází přímo v sousedství Dornbirnu, převážně v obci Schwarzenberg, ale je z větší části provozován společností Dornbirner Seilbahnen GmbH, dceřinou společností města Dornbirn. Jediným lyžařským areálem, který se nachází zcela v obci Dornbirn, je malý lyžařský areál Heumöser v Ebnitu, který disponuje několika klasickými i dětskými lyžařskými vleky.
Kromě běžných populárních sportů je zde populární také baseball. Tým Dornbirn Indians se dokázal úspěšně prosadit v rakouské baseballové lize, a v letech 1999, 2003 a 2019 byl rakouským národním šampionem v baseballu. Od 30. září 2006 se ve městě nachází lezecká hala K1 Dornbirn, která je se svou lezeckou plochou 2000 m² největší halou tohoto typu v Rakousku. V roce 2015 se zde konalo první kolo Evropského poháru juniorů ve sportovním lezení, kterého se zúčastnila také česká reprezentace.

### Světová gymnaestráda

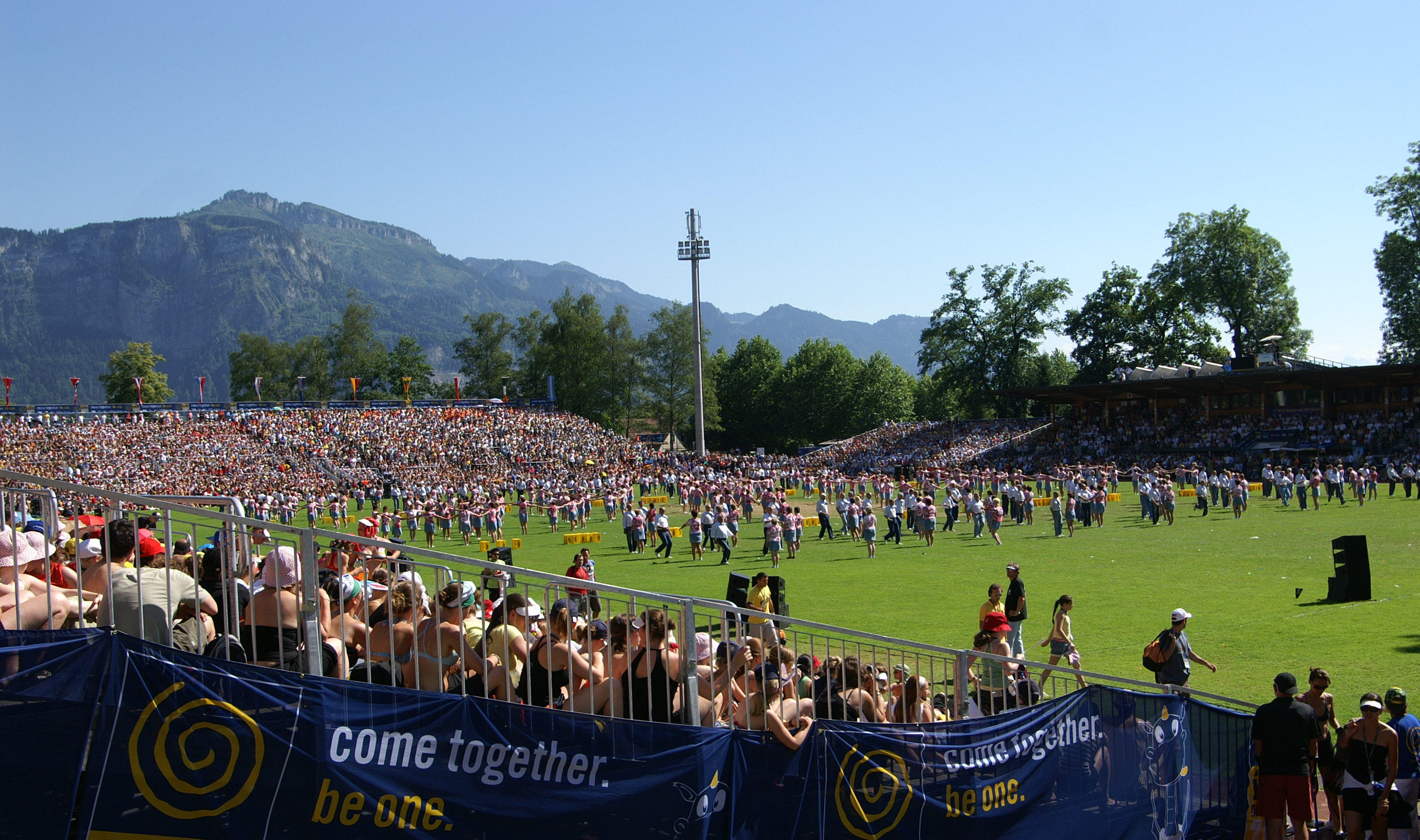
Zakončení gymnaestrády v roce 2007

V roce 2007 se v Dornbirnu ve dnech 8. až 14. července konala 13. Světová gymnaestráda. Dornbirn se tak po městě Herning (1987) stal teprve druhým středně velkým městem, kde se tato velká sportovní událost konala. Pro organizátory a město představovala akce zvláštní výzvu, protože bylo přihlášeno více než 20 000 účastníků z celého světa. V rámci přípravy na tuto významnou událost byla v Dornbirnu realizována řada infrastrukturních projektů. Bylo například zrekonstruováno a modernizováno dornbirnské vlakové nádraží, byl naplánován (nikoli však realizován) nový dálniční sjezd v prostoru výstaviště a stávající dálniční sjezd Dornbirn-Jih byl zcela přestavěn. V roce 2009 se v Dornbirnu opět konala významná mezinárodní gymnastická akce, kdy město díky svým pozitivním zkušenostem se Světovou gymnaestrádou hostilo první Gym for Life World Challenge.
V roce 2015 výkonný výbor Mezinárodní gymnastické federace oznámil, že město Dornbirn bude v roce 2019 znovu pořádat Světovou gymnaestrádu. Město se tak po pouhých dvanácti letech opět stalo hostitelem této významné mezinárodní akce. Světová gymnaestráda proběhla ve vorarlberském Dornbirnu od 7. do 13. července 2019 a před více než 220 000 návštěvníky vystoupilo cca 19 000 účastníků z více než 60 zemí.

## Ekonomika
Dornbirn je komerční centrum Vorarlberska, potažmo celého severního údolí Alpského Rýna. Od rozkvětu textilního průmyslu měl a má velký význam Dornbirnský veletrh, který býval jedním z největších textilních veletrhů v Rakousku. Lidé z venkovského okolí Dornbirnu, zejména z Bregenzského lesa, jsou důležitým ekonomickým faktorem, ať už jako zaměstnanci ve firmách v Dornbirnu nebo jako spotřebitelé. Velmi oblíbené je zejména centrum města, ve kterém se mnoho obchodů spojilo, a vytvořilo obchodní komunitu pod názvem inside Dornbirn. Důležitou roli hraje také největší nákupní centrum ve Vorarlbersku, Messepark.
Textilní průmysl, který zde dominoval až do začátku 70. let (FM Hämmerle, Rhomberg, Mäser), dávno ztratil své dominantní postavení – většina společností již neexistuje – a byl nahrazen rychle se rozvíjejícím kovozpracujícím průmyslem, elektrotechnickými a elektronickými společnostmi, služby poskytujícími podniky, a mnoha dalšími malými a středně velkými firmami. Nákupy pozemků provedené městskou správou jako rezerva pro budoucí umístění komerčních subjektů (např. komerční oblast Pfeller, která se nachází na dálničním sjezdu Dornbirn-Sever ve směru k tunelu Achrain) určily směr pro budoucí ekonomický rozvoj.

### Pracovní trh a důležité společnosti

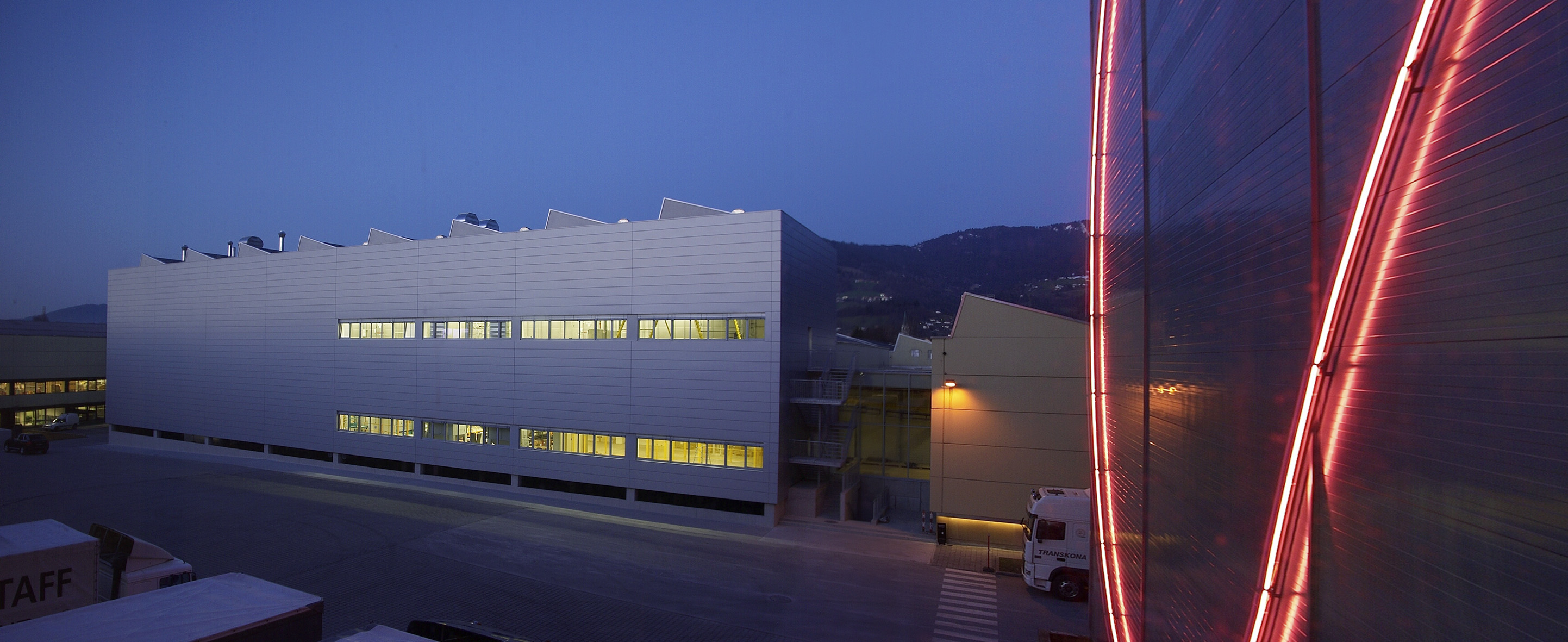
Sídlo společnosti Zumtobel Group v Dornbirnu

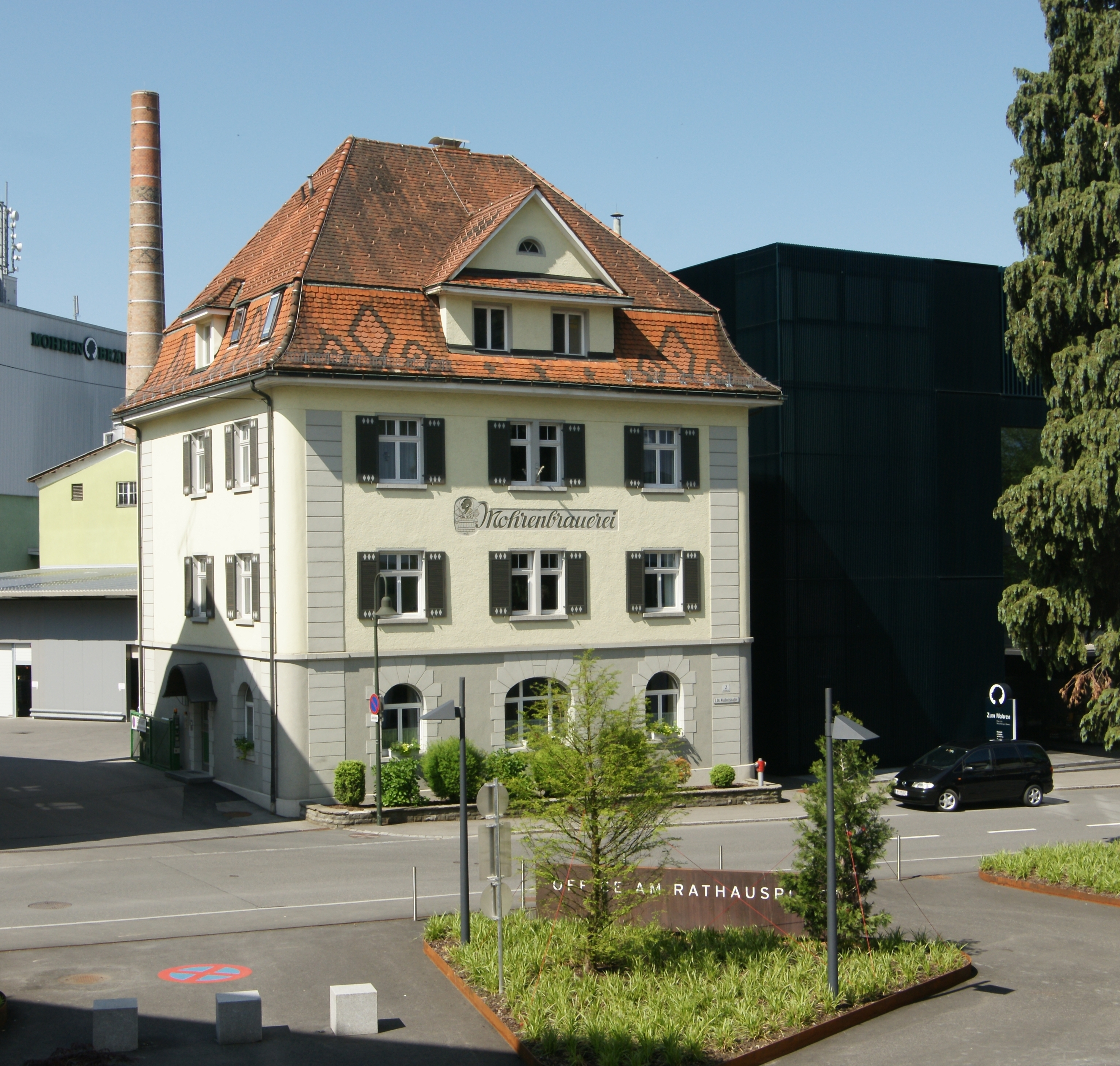
Pivovar Mohren

Podle průzkumu Rakouské hospodářské komory bylo v roce 2016 v Dornbirnu v průměru zaměstnáno 15 301 zaměstnanců v 1455 společnostech. S tímto počtem zaměstnanců je město zdaleka největším pracovním trhem ve Vorarlbersku s téměř dvojnásobným počtem zaměstnanců než druhý největší pracovní trh (hlavní zemské město Bregenz; 8 899 zaměstnanců). Z tohoto počtu bylo 4 258 zaměstnanců činných ve 475 společnostech zabývajících se obchodem, 3 695 v živnostenských a řemeslných společnostech a 3 391 v průmyslových podnicích.
Největším zaměstnavatelem ve městě je Zumtobel Group, výrobce osvětlení, jehož hlavní sídlo je v Dornbirnu. Rudolf Ölz Meisterbäcker GmbH poté následuje z hlediska prodeje i zaměstnanců. Tato společnost, původně známá jako výrobce pečeného hrášku, je nyní mezinárodním výrobcem pekárenských produktů. Pivovar Mohren, nejstarší a největší pivovar ve Vorarlbersku, se také nachází v Dornbirnu. Společnost Spar, provozující v Rakousku síť supermarketů, má v Dornbirnu svou vorarlberskou centrálu a největší vorarlberská společnost z hlediska počtu zaměstnanců, Julius Blum GmbH (nábytkové kování) se sídlem v Höchstu, má také dva závody v Dornbirnu.

### Maloobchod
Dornbirn je nákupním místem s nadregionálním významem. 390 maloobchodních prodejen má celkovou prodejní plochu 106 151 m² (stav z roku 2016). Spádová oblast zahrnuje všechny obce z Bregenzského lesa, region Hofsteig (obce Hard, Lauterach, Wolfurt, Schwarzach, Bildstein a Buch), obce v Deltě Rýna (včetně Lustenau), obce v údolí Leiblach (s výjimkou Hörbranzu), stejně jako velkou část rakouského údolí Alpského Rýna.

### Cestovní ruch
V kalendářním roce 2017 bylo v Dornbirnu zaregistrováno 156 990 hostů, a 294 870 přenocování, přičemž více než 87% hostů bylo ubytováno v hotelech, hostincích a penzionech, tj. komerčních turistických zařízeních. Nárůst přenocování ve srovnání s předchozím rokem činil 4,8 %. Dornbirn má centrální polohu a je dobrým výchozím bodem pro turistické aktivity a výlety do okolí (celá oblast Bodamského jezera, celé Vorarlbersko, Švýcarsko, Lichtenštejnsko a části jihozápadního Německa). Výsledkem je, že ve městě vzniklo mnoho hotelů a podle počtu přenocování je Dornbirn po Bregenzu druhou největší turistickou obcí ve Vorarlbersku mimo klasické oblasti zimních sportů. Pokud jde o počet zaměstnanců v cestovním ruchu, je Dornbirn největším pracovním trhem ve Vorarlbersku, přičemž předstihuje dokonce i zimní středisko Lech am Arlberg.
Na podzim roku 2005 byl otevřen plně prosklený Panoramahaus jako nejvyšší komerčně využívaná budova ve Vorarlbersku a největší hotel v Dornbirnu. Jeho součástí je wellness centrum a hotel Four Points by Sheraton. Ve městě je také mnoho restaurací, hospod a barů. Navzdory obecnému trendu v této západorakouské spolkové zemi však v Dornbirnu tvoří pohostinství poměrně malý podíl na celkové ekonomice města.
Turistickými cíli v Dornbirnu jsou soutěska Rappenloch, horská vesnice Ebnit a přilehlé hory na území obce. Dobře rozvinuté turistické stezky umožňují turistům vidět některé z jedinečných přírodních krás.

### Energetika
Dornbirn je jednou z 24 obcí v Rakousku (k březnu 2019), která obdržela nejvyšší ocenění energetického projektu e5-Gemeinde. Tento projekt si klade za cíl podporovat zavádění moderní energetické a klimatické politiky na komunální úrovni.

## Doprava a infrastruktura

### Doprava

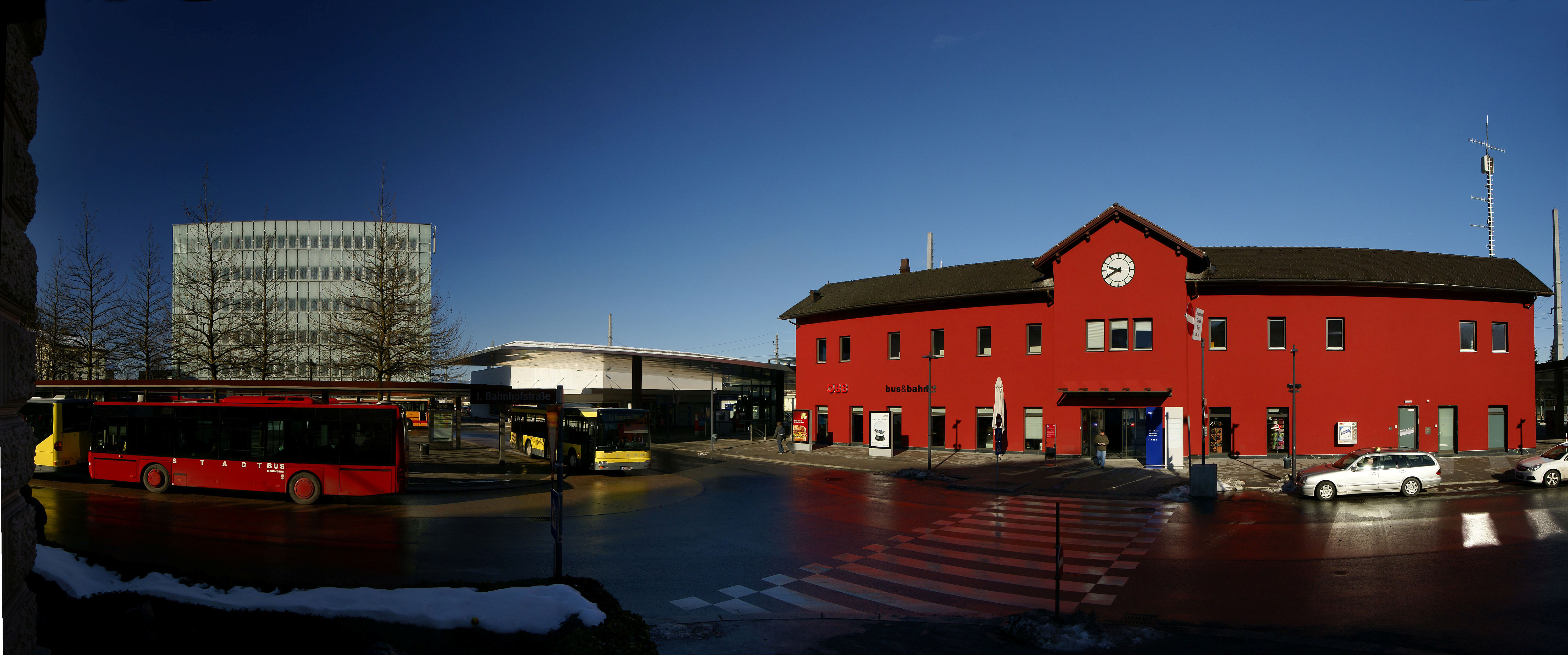
Vlakové a autobusové nádraží Dornbirn

Z hlediska dopravy tvoří Dornbirn důležitý dopravní uzel Rýnského údolí a tím také nejdůležitější spojení pro páteřní autobus ze severu (Bregenz) na jih (Feldkirch a Bludenz). Také autobusová spojení na východ (Bregenzský les) mají svůj dopravní uzel v Dornbirnu. Ve městě funguje dobře rozvinutá síť městských autobusů (Stadtbus Dornbirn). Od roku 1902 do roku 1938 fungovala také Elektrická železnice Dornbirn – Lustenau spojující město se sousední obcí Lustenau a s hraničním přechodem do Švýcarska.
Nádraží Dornbirn, obsluhované rakouskými spolkovými drahami (ÖBB) na železniční trati Lindau – Bludenz je z hlediska provozu spíše nedůležitá čistě průchozí stanice, ale vzhledem k relativně vysoké frekvenci cestujících zde zastavují všechny osobní vlaky. V obci jsou také další tři vlakové zastávky (Haselstauden, Dornbirn-Schoren a Hatlerdorf), které jsou obsluhovány pouze regionálními vlaky a vlaky S-Bahn. V rámci příprav na Světovou gymnaestrádu v roce 2007 bylo přestavěno a modernizováno vlakové nádraží Dornbirn a byla přemístěna velmi frekventovaná zastávka Dornbirn-Schoren.

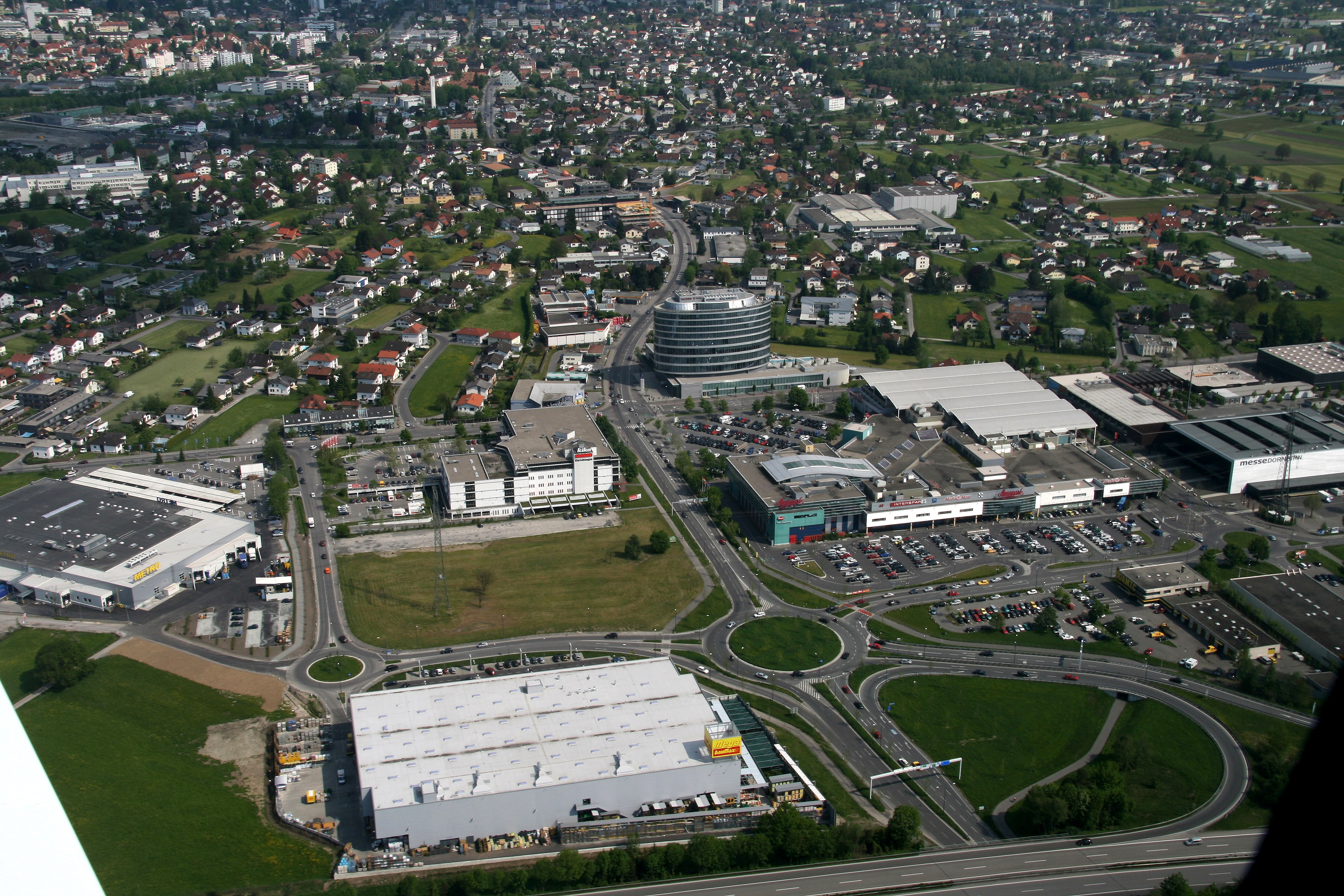
Dálniční sjezd Dornbirn-Jih, v pozadí obchodí centrum Messepark, výstaviště a budova "Panoramahaus"

Dálnice A14 – Rheintal/Walgau prochází západně od města a díky dvěma sjezdům Dornbirn-Sever a Dornbirn-Jih napojuje město na nejvyšší silniční síť. Díky tunelu Achrain na městské hranici mezi Dornbirnem a Schwarzachem existuje přímé spojení mezi dálničním sjezdem Dornbirn-Sever a Bregenzským lesem. Projekt výstavby nového dálničního sjezdu „Rheintal Mitte“ (Rýnské údolí-Střed) v oblasti dnešního podjezdu L 45 Schmitternstraße pod dálnicí A14 je v současné době ve fázi výstavby. Nový dálniční sjezd má ve spojení s rozšířením silnice L 45 propojit zejména provozní oblasti na jih od Dornbirnu k nejvyšší silniční silniční síti. Dokončení nového dálničního spojení je plánováno na rok 2022. Dále se v Dornbirnu setkávají tři někdejší spolkové silnice, a to Vorarlberger Straße L 190, Bregenzerwaldstraße L 200 a Lustenauer Straße L 204.
Takzvaná Stadtstraße – Městská ulice, část L 190 procházející přímo centrem Dornbirnu, byla v roce 2008 kompletně přestavěna. Nejen, že byla dopravní infrastruktura přizpůsobena podmínkám, které se změnily od výstavby této ulice v 80. letech, ale také bylo vybudováno nové podzemní parkoviště pod ulicí, díky čemuž se zlepšila parkovací situace v centru města.
V blízkosti města se dále nachází sportovní letiště Hohenems-Dornbirn a početné plachetní kluby na Bodamském jezeře. Nejbližší komerční letiště je St. Gallen-Altenrhein ve švýcarském Altenrheinu.

### Správa

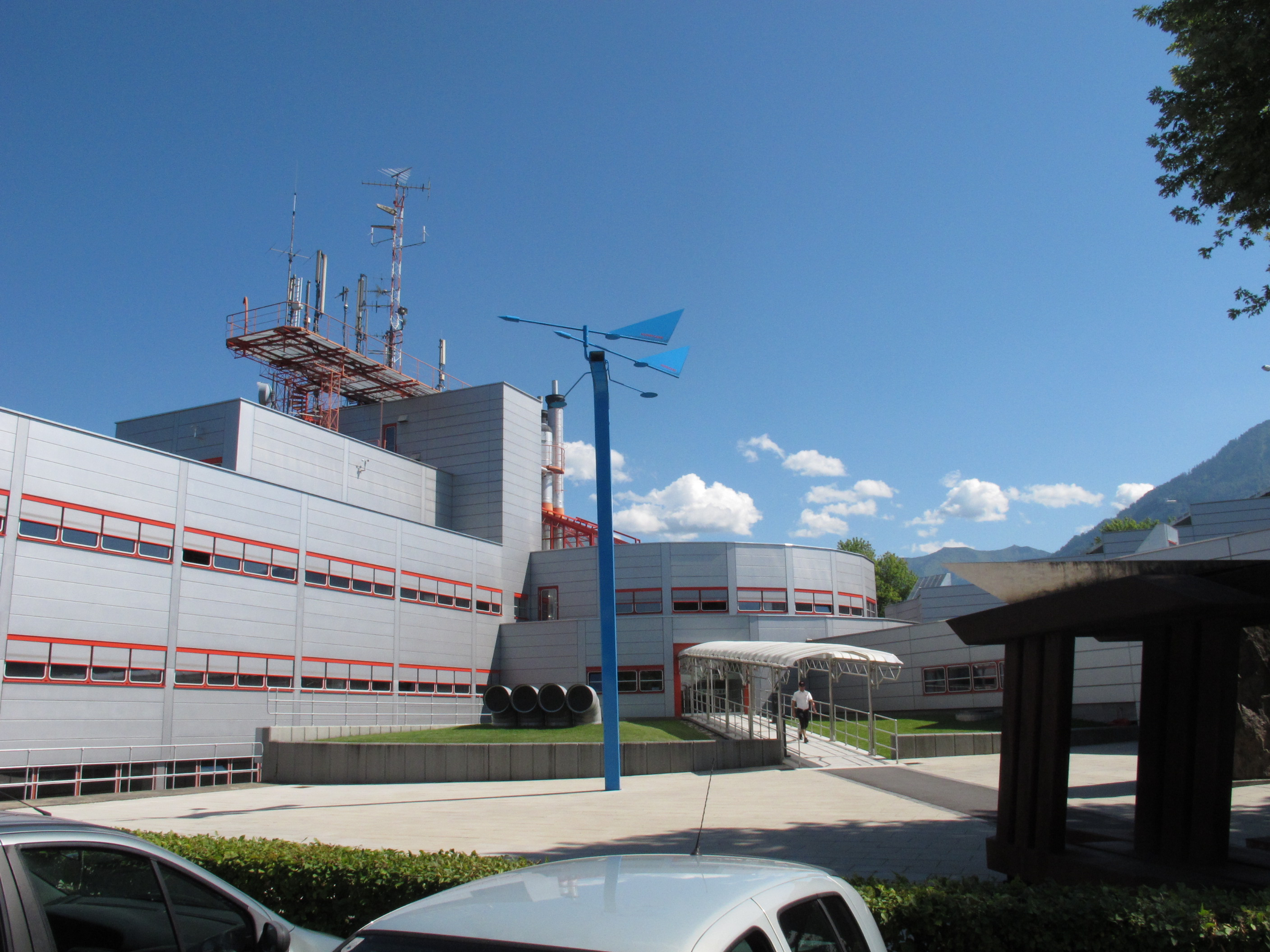
ORF – zemské studio Vorarlbersko

Ve Vorarlbersku je správa tradičně organizována decentralizovaně. Na jedné straně je to dáno tím, že Vorarlbersko nebylo do roku 1918 samostatnou zemí, tudíž nemělo zemské hlavní město a instituce byly rozděleny mezi největší města. Na druhou stranu je to proto, že Bregenz je sice sídlem zemské vlády, ale jako třetí největší město ve spolkové zemi nezastává centrální pozici, jakou má například město Innsbruck v Tyrolsku či Klagenfurt v Korutanech. Mnoho organizací a institucí je proto rozděleno mezi tři největší města v zemi. Zatímco zemský soud sídlí ve Feldkirchu, v Bregenzu se nachází zemský sněm Vorarlberska a další politické instituce. Následující důležité veřejné instituce s celozemským významem se nacházejí v Dornbirnu:
- ORF – zemské studio Vorarlbersko
- Vorarlberská univerzita aplikovaných věd
- Sídlo Vorarlberského regionálního fondu zdravotního pojištění
- Zemský úřad Ústavu penzijního pojištění
- Vorarlberská pobočka Všeobecné úrazové pojišťovny
- Institut pro hospodářskou podporu (WIFI) Vorarlberské hospodářské komory
- Vorarlberská lékařská komora

### Vzdělání
Město Dornbirn disponuje na vorarlberské poměry neobvykle velkou a širokou škálu vzdělávacích příležitostí. Statisticky vykázalo město Dornbirn pro školní rok 2018/2019 celkem 2073 žáků základních škol a 1166 studentů středních škol. Všechny školy v Dornbirnu mají dohromady více než 8 000 studentů. Školní provoz proto tvoří velkou část denního objemu dopravy na linkách městských autobusů a regionálních vlacích. Ve 22 mateřských školách v Dornbirnu (20 obecních a 2 soukromé) bylo ve školním roce 2019/20 pečováno o 1006 dětí.
V Dornbirnu je 5 tzv. středních škol (druhý stupeň ZŠ), 15 obecných škol (první stupeň ZŠ) a 22 mateřských škol. Provozovatelem většiny z nich je město. Mezi veřejné povinné školy patří také Centrum pro inkluzi a speciální pedagogiku (ZIS), Polytechnická škola a Škola pro neslyšící (LZH). Gymnázia na Realschulstraße a v Schoren také nabízejí třídy nižší úrovně.

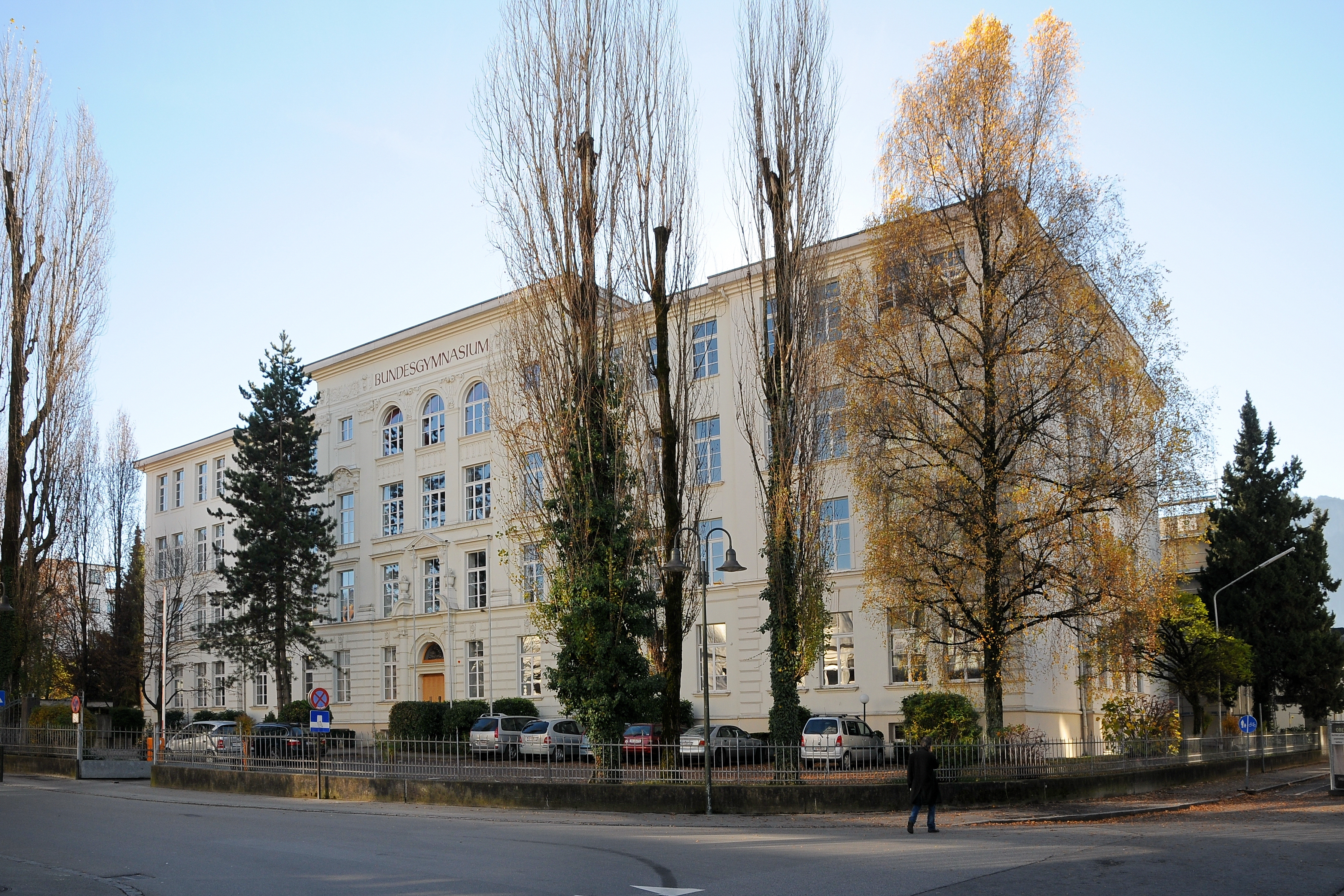
Spolkové gymnázium Dornbirn
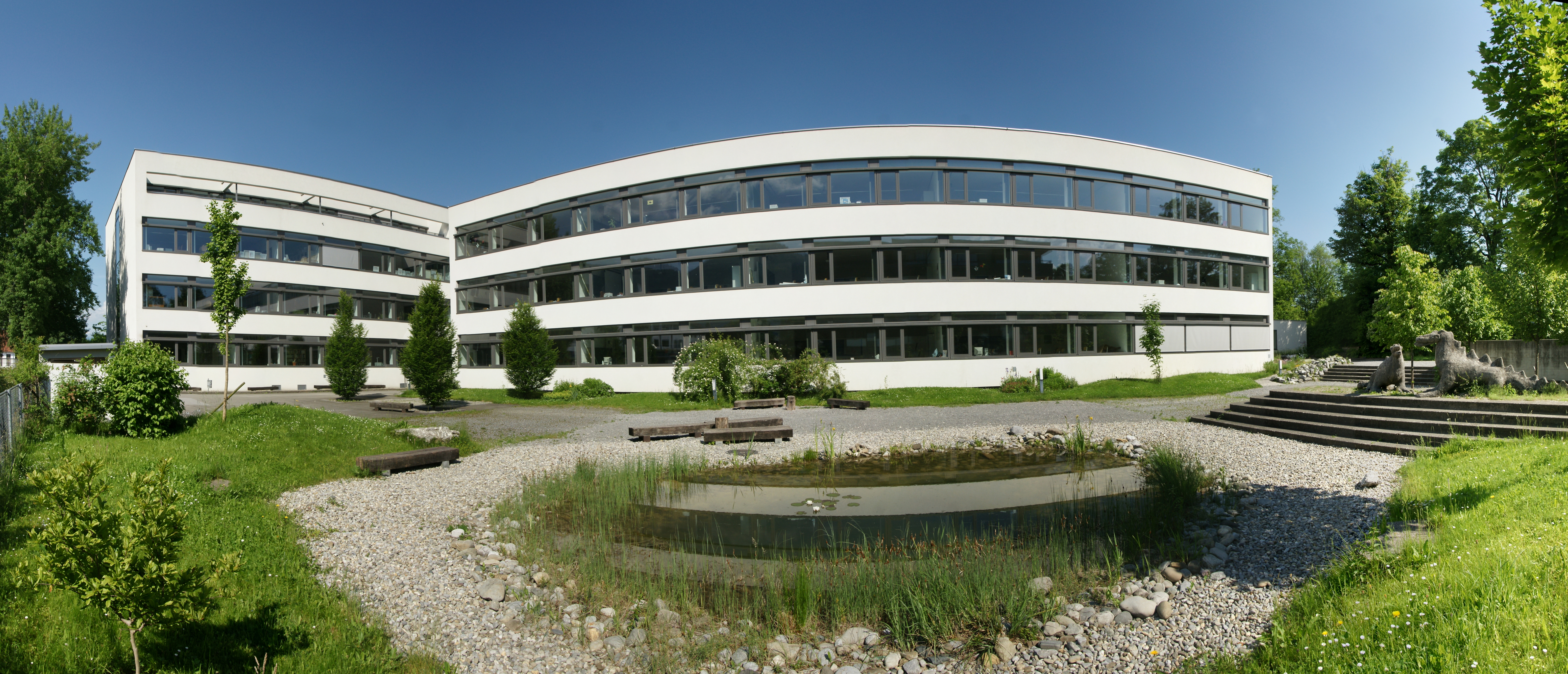
Spolkové reálné gymázium Dornbirn-Schoren
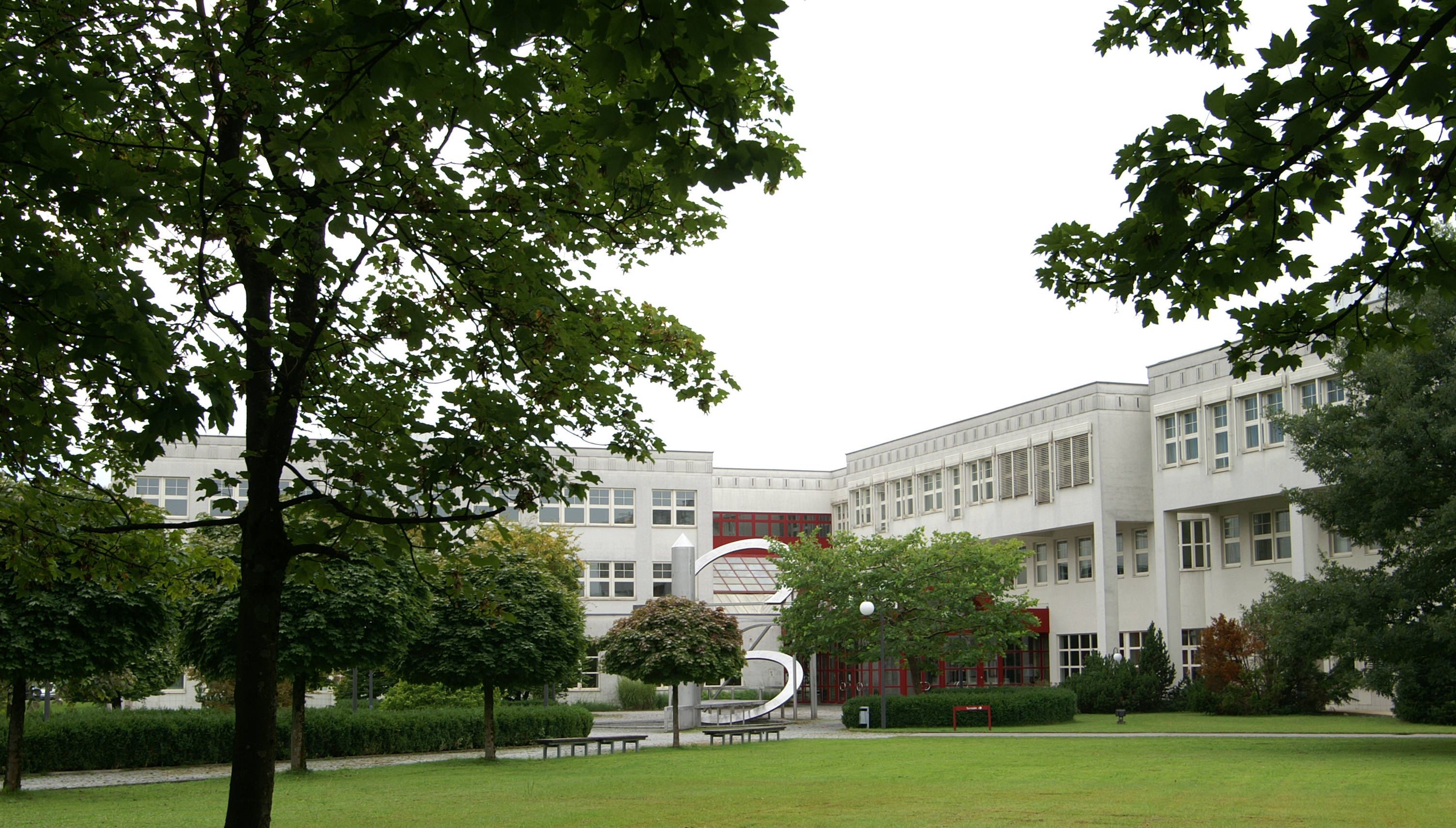
Vyšší technický institut Dornbirn
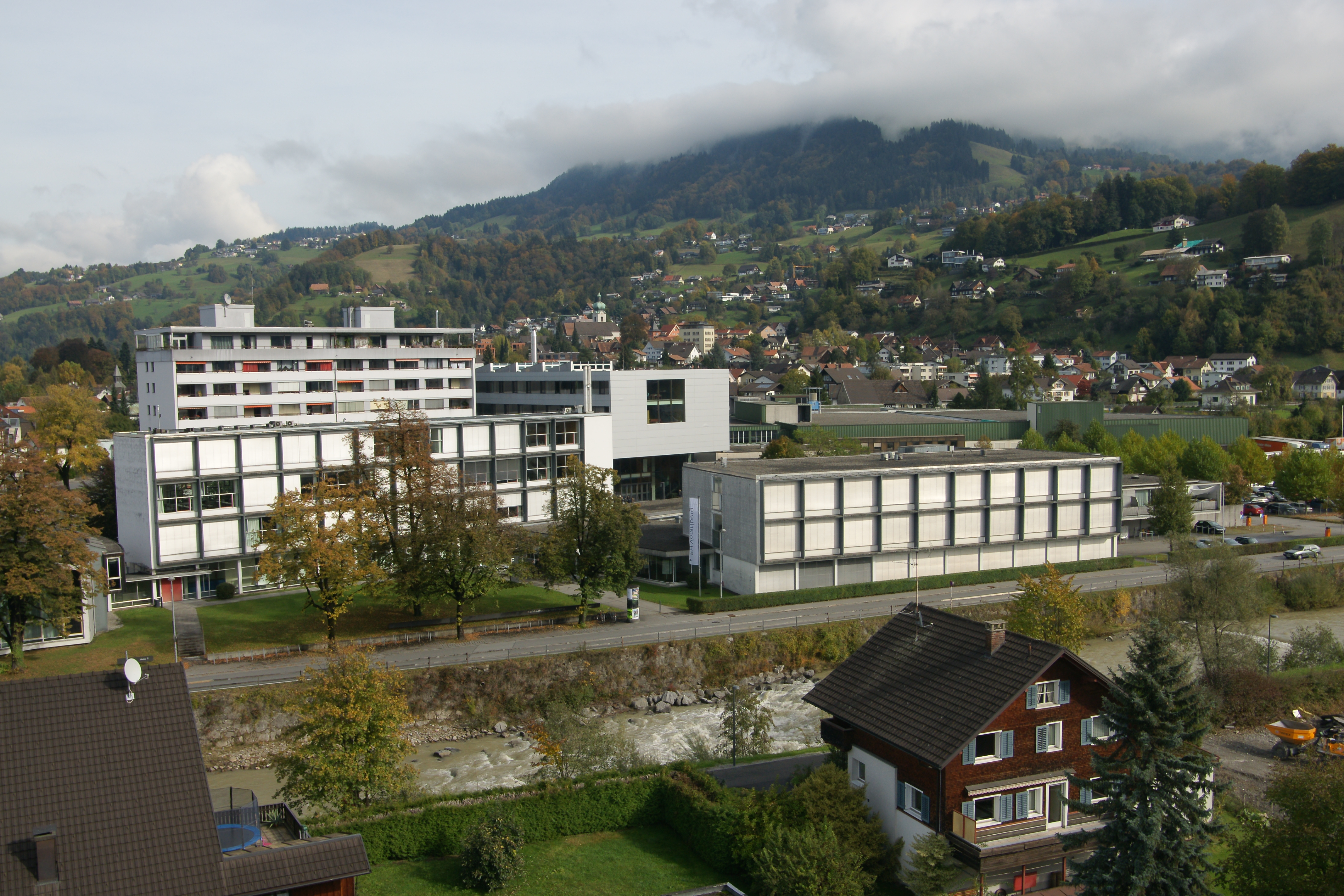
Vorarlberská univerzita aplikovaných věd
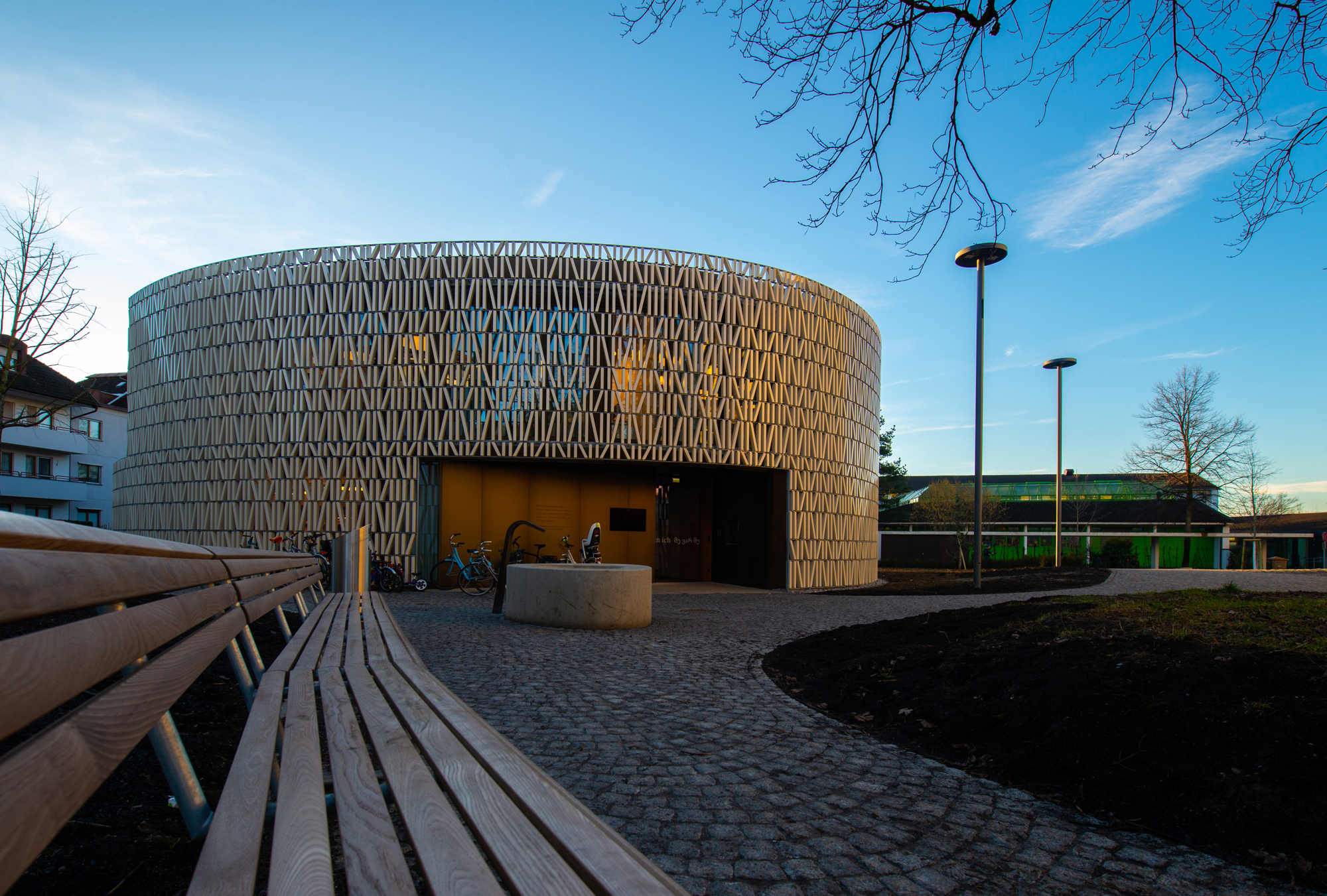
Městská knihovna Dornbirn

V oblasti středního vzdělávání jsou v Dornbirnu tři gymnázia. Spolkové gymnázium Dornbirn v centru města je nejstarší a jazykově orientované, zatímco Spolkové reálné gymnázium Dornbirn-Schoren je zaměřeno matematicky a vědecky. Nejnovějším ze tří gymnázií je sportovní gymnázium v Dornbirnu, které je nezávislé od školního roku 2010/11 a dříve existovalo pouze jako odnož gymnázia Dornbirn-Schoren. V Dornbirnu se také nachází Vyšší technický institut a dvě odborná učiliště (Zemská odborná škola Dornbirn 1 a 2) a navíc také tříletá Střední škola pro hospodářské profese, která je však zpoplatněna. Kromě toho se v Dornbirnu nachází Zemská sportovní škola.
Dornbirn je sídlem Vorarlberské univerzity aplikovaných věd, která je spolu s Vorarlberskou vysokou školou pedagogickou ve Feldkirchu jednou ze dvou vysokých škol v celém Vorarlbersku. Vzhledem k moderním a mnohdy jedinečným kurzům z předmětů výpočetní techniky, mediálního designu, mechatroniky, elektrotechniky, podnikové správy, sociální práce a průmyslového inženýrství je mnoho studijních míst obsazeno také zahraničními studenty, kteří z tohoto důvodu žijí ve střednědobém horizontu v Dornbirnu.
Kromě těchto všeobecných způsobů vzdělávání nabízí Dornbirn řadu dalších vzdělávacích zařízení, jako je městská hudební škola nebo Institut pro hospodářskou podporu Vorarlberské hospodářské komory. Kromě toho město vytvořilo další instituce, které slouží vzdělávání v širším smyslu. K dispozici je městská knihovna, městské muzeum a městský archiv. Mimoto se ve městě nachází také šest farních knihoven a knihovna v přírodovědném muzeu inatura. V lednu 2020, po třech letech výstavby, byla v ulici Schulgasse otevřena nová městská knihovna. Stavba podle plánů Christiana Schmoelze a firmy Dietrich/Untertrifaller Architects stála 6,5 milionu eur a byla celá financována dornbirnskou spořitelnou.

### Zdraví

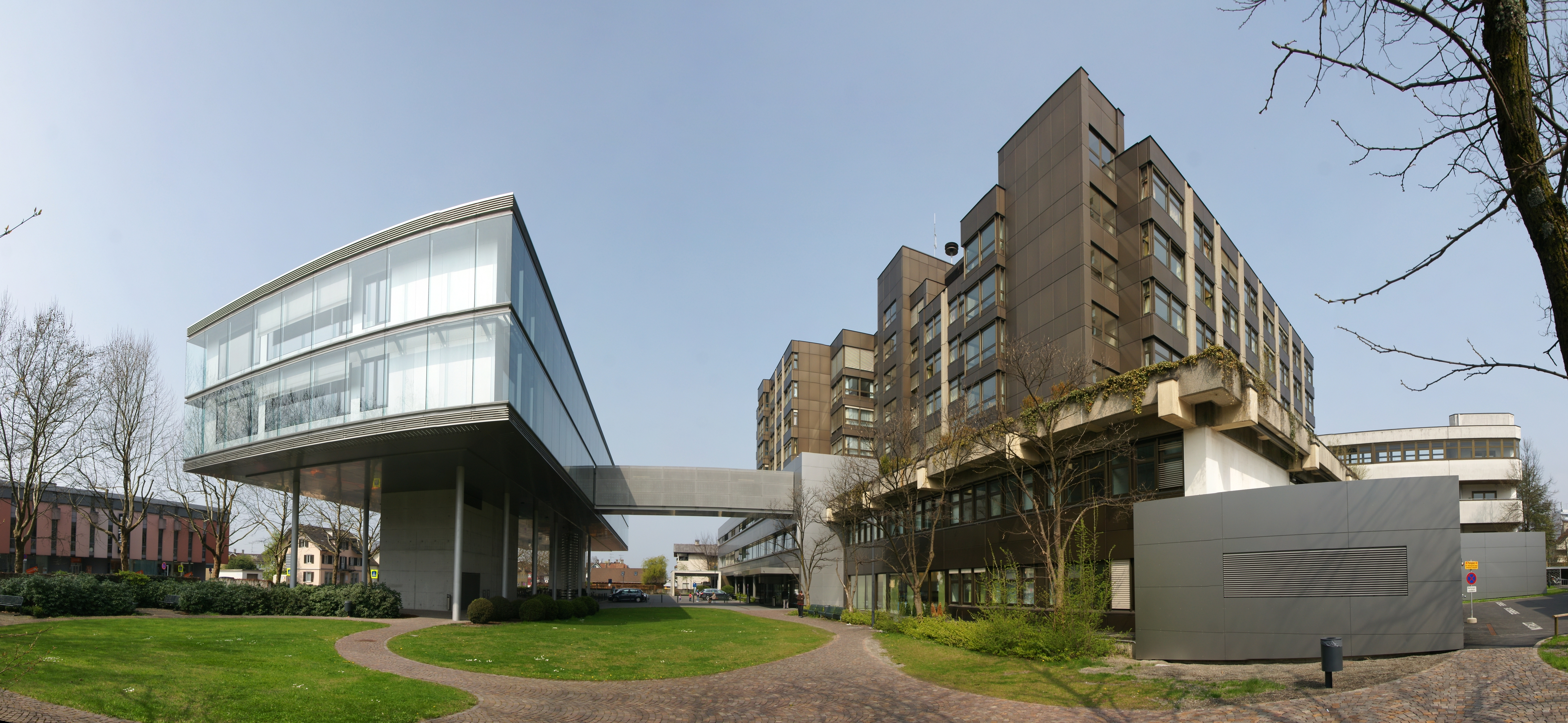
Nemocnice Dornbirn

Největší město Vorarlberska má také jednu z nejfrekventovanějších nemocnic. Nemocnice Dornbirn je také jedinou nemocnicí ve Vorarlbersku, kterou nevlastní země, ale město. Oddíl Červeného kříže v Dornbirnu je jednou z nejlépe využívaných záchranných jednotek ve spolkové zemi. Pro naléhavé případy je k dispozici také sanitka, která vyjíždí v systému rendez-vous a od roku 2009 má vlastní garáž v městské nemocnici. Tento vůz je obsluhován 24 hodin denně pohotovostním lékařem, kvalifikovanou zdravotní sestrou a řidičem, který je většinou i zdravotnický záchranář. Nemocnice má na střeše budovy také vlastní heliport.
V oblasti péče má navíc Dornbirn dva městské domovy s pečovatelskou službou, tři obytné domy a jeden sdílený byt pro seniory a soukromě provozovaný domov důchodců. K pečovatelskému domu Birkenwiese je od roku 2015 připojena také pobočka Zdravotní a ošetřovatelské školy Unterland, kterou od roku 2016 provozuje město.

### Bezpečnost

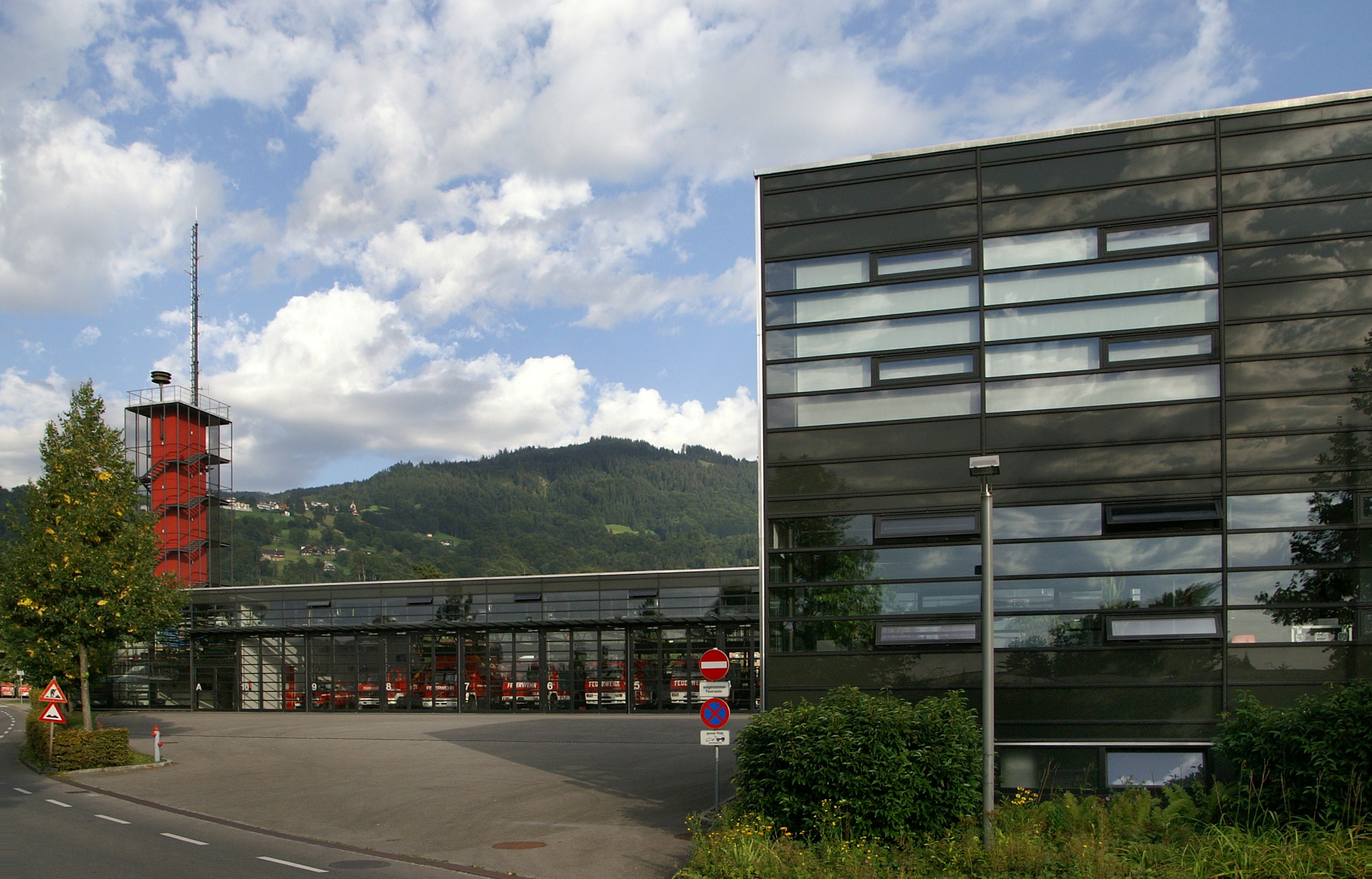
Požární stanice v Dornbirnu, postavená v roce 1996

Město Dornbirn je jednou z obcí ve Vorarlbersku s nejvyšší kriminalitou. V prosinci 2006 bylo v Dornbirnu hlášeno 5 401 trestných činů. Zároveň je míra objasnění trestných činů v Dornbirnu nejvyšší na celostátní úrovni (konstantně kolem 55 %). Dornbirnská stanice spolkové policie stejně jako místní městská policie zajišťují bezpečnost obyvatel v obci. Dornbirn je největší město v Rakousku, ve kterém zemské policejní ředitelství není první bezpečnostní instancí. V Dornbirnu je také okresní policejní velitelství pro okres Dornbirn a okresní soud s přidruženým vězením, které funguje jako pobočka věznice Feldkirch. Na dálničním sjezdu Dornbirn-Jih se nachází stanice dálniční policie, odpovědná za dvě třetiny dálnice A14 (celý úsek v Rýnském údolí).
Dornbirn je obec ve Vorarlbersku s největším počtem úmrtí na silnicích v poměru k počtu obyvatel. V roce 2014 v obci zemřelo při silničním provozu sedm lidí při 280 nehodách se zraněním a celkem 335 bylo zraněno. Na druhé straně v Dornbirnu v roce 2019 nedošlo k žádnému úmrtí, a to i přes podobný počet nehod (295). Dornbirnský sbor dobrovolných hasičů je se svými 250 členy (z toho 186 aktivních) největším hasičským sborem ve spolkové zemi.

## Politika

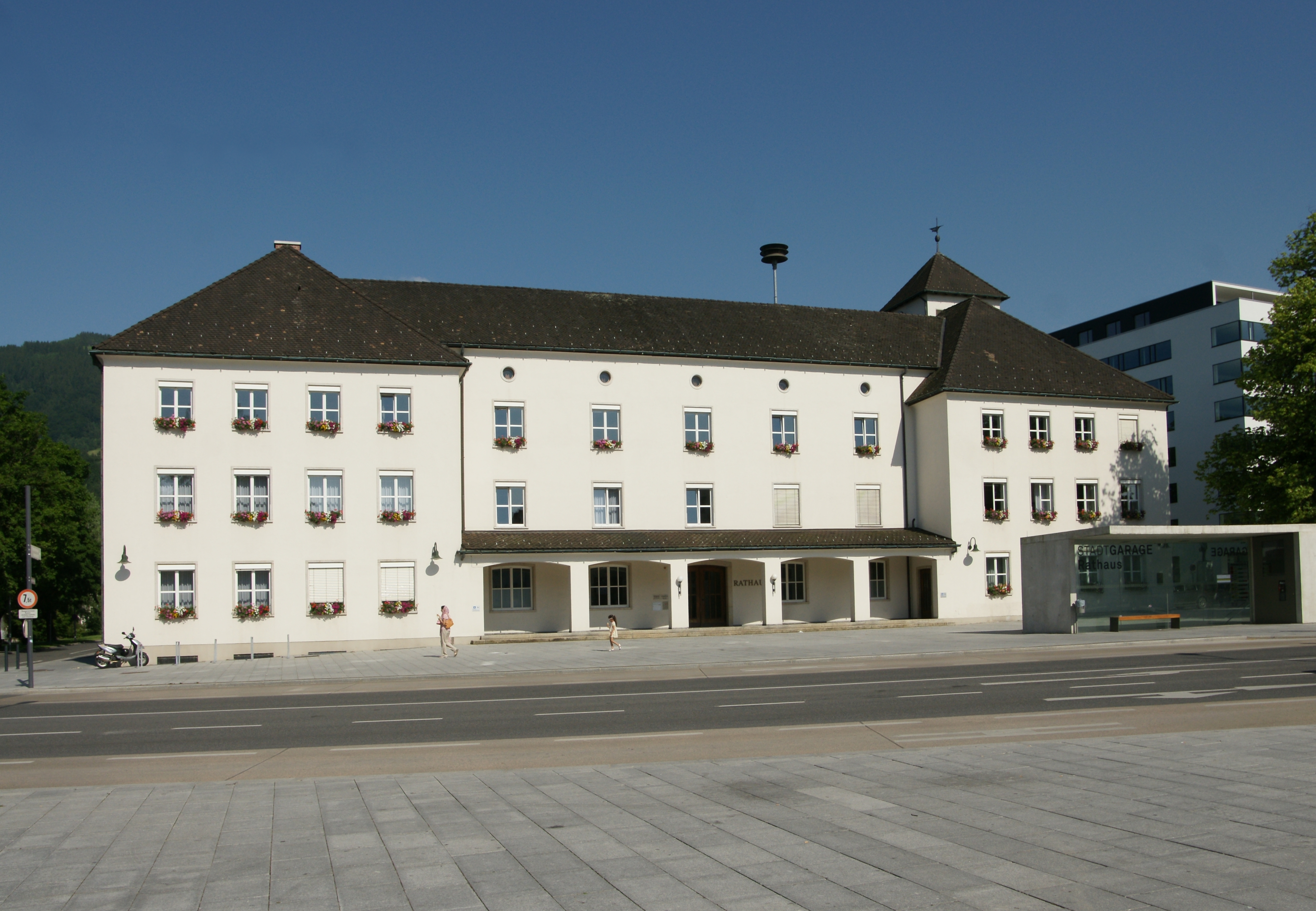
Dornbirnská radnice (tzv. „Nová radnice“)

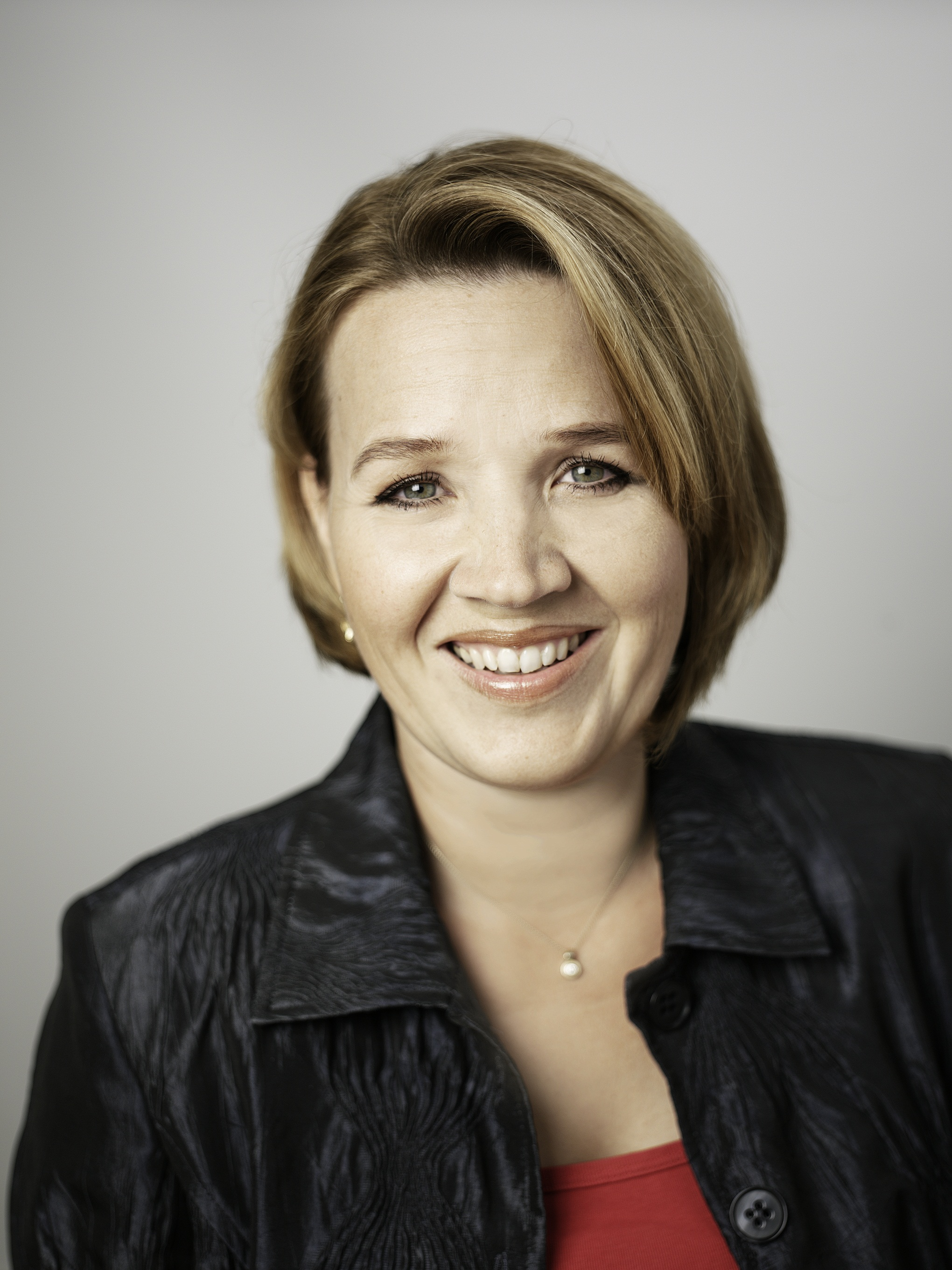
Andrea Kaufmann, starostka města Dornbirn

Starostka Andrea Kaufmann je od 29. května 2013 zvolenou představitelkou města Dornbirn. V posledních komunálních volbách v roce 2020 obhájila Kaufmann v přímé volbě svou funkci se ziskem 51,68 % hlasů.

### Městské zastupitelstvo
V posledních komunáních volbách, které se konaly 13. září 2020, soutěžily příslušné strany se svými vedoucími kandidáty. Paralelně s tím probíhala také přímá volba starosty. Při volbě do městského zastupitelstva měl navíc volič možnost udělovat v rámci jím vybrané strany preferenční hlasy. To mělo za následek určitou odchylku mezi konečným výsledkem strany a výsledkem volby starosty.
| Dornbirnské městské zastupitelstvo                                                 | Dornbirnské městské zastupitelstvo                    | Dornbirnské městské zastupitelstvo | Dornbirnské městské zastupitelstvo | Dornbirnské městské zastupitelstvo | Dornbirnské městské zastupitelstvo                                                                                             |
| ---------------------------------------------------------------------------------- | ----------------------------------------------------- | ---------------------------------- | ---------------------------------- | ---------------------------------- | --- |
| Politická strana                                                                   | Název                                                 | Mandáty                            | Hlasy                              | Podíl hlasů                        | · Volby do městského zastupitelstva 2020 ÖVP (43,53 %) SPÖ (13,90 %) FPÖ (11,90 %) Zelení (19,80 %) NEOS (8,48 %) HaK (2,31 %) |
| ÖVP                                                                                | Starostka Andrea Kaufmann – Dornbirnská lidová strana | 17                                 | 7.526                              | 43,53 %                            | · Volby do městského zastupitelstva 2020 ÖVP (43,53 %) SPÖ (13,90 %) FPÖ (11,90 %) Zelení (19,80 %) NEOS (8,48 %) HaK (2,31 %) |
| SPÖ                                                                                | Markus Fäßler a Dornbirnská SPÖ                       | 05                                 | 2.403                              | 13,90 %                            | · Volby do městského zastupitelstva 2020 ÖVP (43,53 %) SPÖ (13,90 %) FPÖ (11,90 %) Zelení (19,80 %) NEOS (8,48 %) HaK (2,31 %) |
| FPÖ                                                                                | Kandidátka Christopha Waibela – Svobodný Dornbirn     | 04                                 | 2.058                              | 11,90 %                            | · Volby do městského zastupitelstva 2020 ÖVP (43,53 %) SPÖ (13,90 %) FPÖ (11,90 %) Zelení (19,80 %) NEOS (8,48 %) HaK (2,31 %) |
| Zelení                                                                             | Dornbirnští Zelení – Otevřená kandidátka občanů       | 07                                 | 3.436                              | 19,87 %                            | · Volby do městského zastupitelstva 2020 ÖVP (43,53 %) SPÖ (13,90 %) FPÖ (11,90 %) Zelení (19,80 %) NEOS (8,48 %) HaK (2,31 %) |
| NEOS                                                                               | NEOS Dornbirn                                         | 03                                 | 1.466                              | 8,48 %                             | · Volby do městského zastupitelstva 2020 ÖVP (43,53 %) SPÖ (13,90 %) FPÖ (11,90 %) Zelení (19,80 %) NEOS (8,48 %) HaK (2,31 %) |
| HaK                                                                                | HaK Dornbirn                                          | 0–                                 | 400                                | 2,31 %                             | · Volby do městského zastupitelstva 2020 ÖVP (43,53 %) SPÖ (13,90 %) FPÖ (11,90 %) Zelení (19,80 %) NEOS (8,48 %) HaK (2,31 %) |
| Hlasování a hlasy, jakož i jména stran ve volbách do zastupitelstva 13. září 2020. |                                                       |                                    |                                    |                                    | · Volby do městského zastupitelstva 2020 ÖVP (43,53 %) SPÖ (13,90 %) FPÖ (11,90 %) Zelení (19,80 %) NEOS (8,48 %) HaK (2,31 %) |

### Městská rada
Městská rada v Dornbirnu se skládá z devíti městských radních (včetně starosty a místostarosty). Kromě starosty jsou to většinou politici na částečný úvazek. Za rozdělení odborů a vedení městské rady je odpovědný úřadující starosta.
V současné době je v městské radě pět členů ÖVP, dva zelení, jeden člen SPÖ a jeden člen FPÖ. Lidová strana zajišťuje starostu, SPÖ místostarostu.

### Starostové Dornbirnu

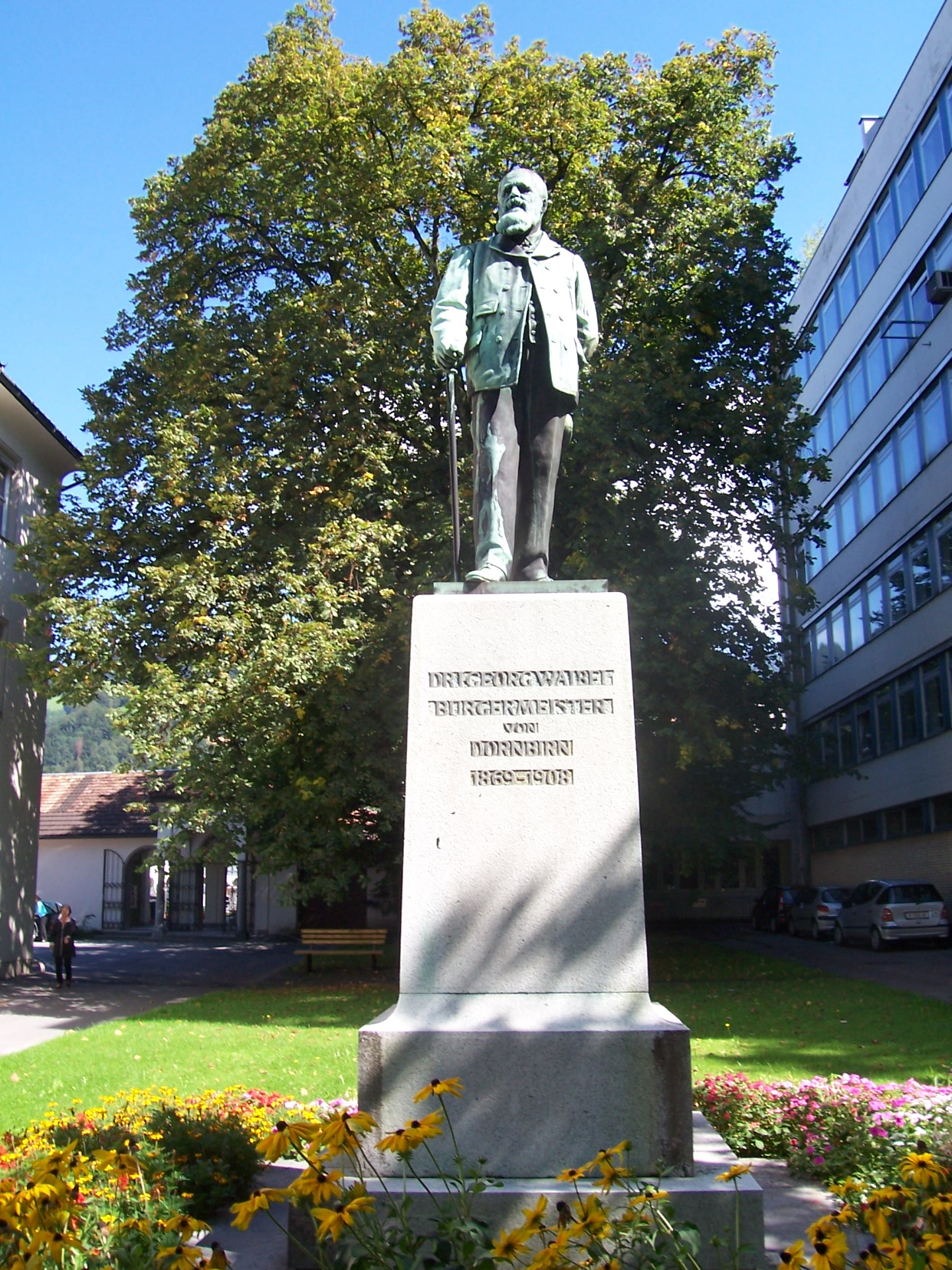
Socha na počest bývalého starosty Johanna Georga Waibela

V roce 1347 zapečetil dornbirnský amman (zkrácená verze slova amtmann, doslova úředník) jménem Huober první úřední listinu. Za ním do roku 1849 následovalo dalších 68 svobodně zvolených ammanů Dornbirnu. Od roku 1849 stojí v čele města zvolený starosta, přičemž současná starostka Kaufmann je již osmnáctá v pořadí.

#### Starostové Dornbirnu od roku 1857

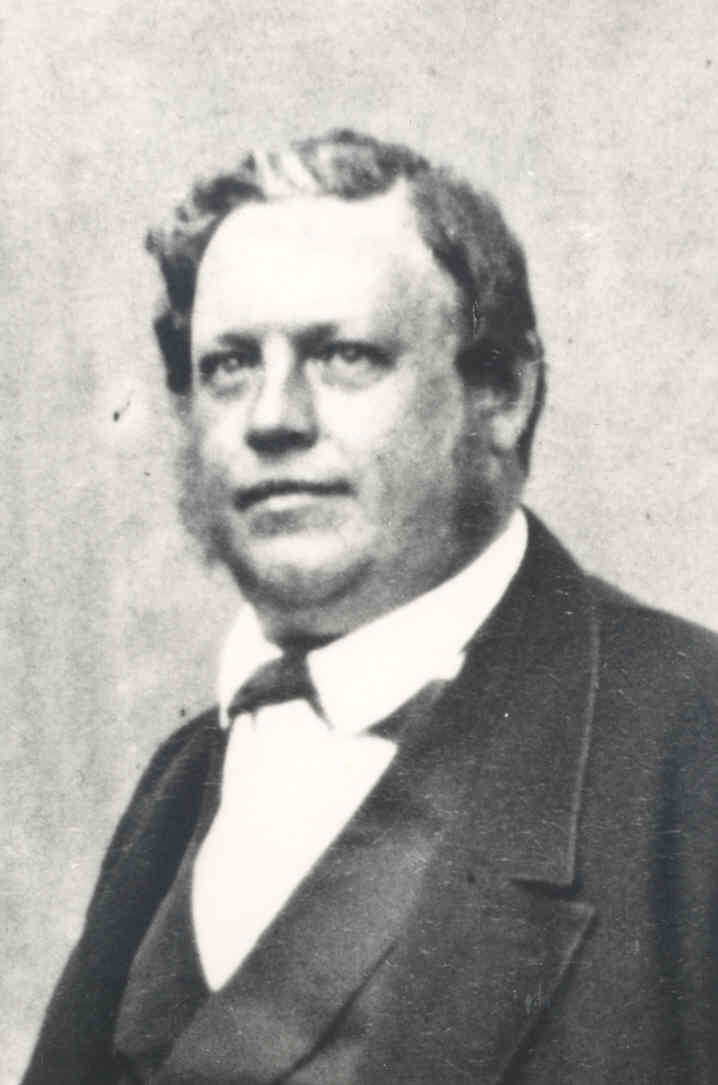
Albert Rhomberg, první starosta Dornbirnu

### Městský znak

Městský znak Dornbirnu

Dornbirnský znak vychází ze tří právních základů: prvním je jeho udělení od zemské vlády Vorarlberska 1. února 1929, druhým je jeho udělení od císaře Františka Josefa I. 28. února 1902 jako přímý důsledek povýšení obce na město o rok dříve a třetím je erbovní dopis od arcivévody Ferdinanda Karla Tyrolského poslaný soudu v Dornbirnu 23. září 1655. Ve znaku je zobrazena zelená hrušeň na červeno-bílo-červeném štítu. Hrušeň symbolizuje (nepochopený) význam slova „Dornbirn“ (Birne=hruška). Štít je vyjádřením věrnosti vůči Habsburkům a zároveň vymezením se vůči tehdejších nepřátelům města, hrabatům z Emsu.
„[...] Proto jsme [...] milostivě udělili a stanovili níže popsaný znak, konkrétně zelenou hrušeň v bílém a červeném (po vzoru rakouského štítu) rozděleném poli, tak, jak tento znak a šperk na obrázku uprostřed erbovního dopisu vsazen a barvami malován jest. [...] "
- Výňatek z přeloženého původního textu erbovního dopisu ze dne 23. září 1655

### Partnerská města
- Kecskemét, Maďarsko, od roku 1998
- Sélestat, Francie, od roku 2006
- Dubuque, Iowa, USA, od roku 2013[37]

## Osobnosti

### Čestní občané

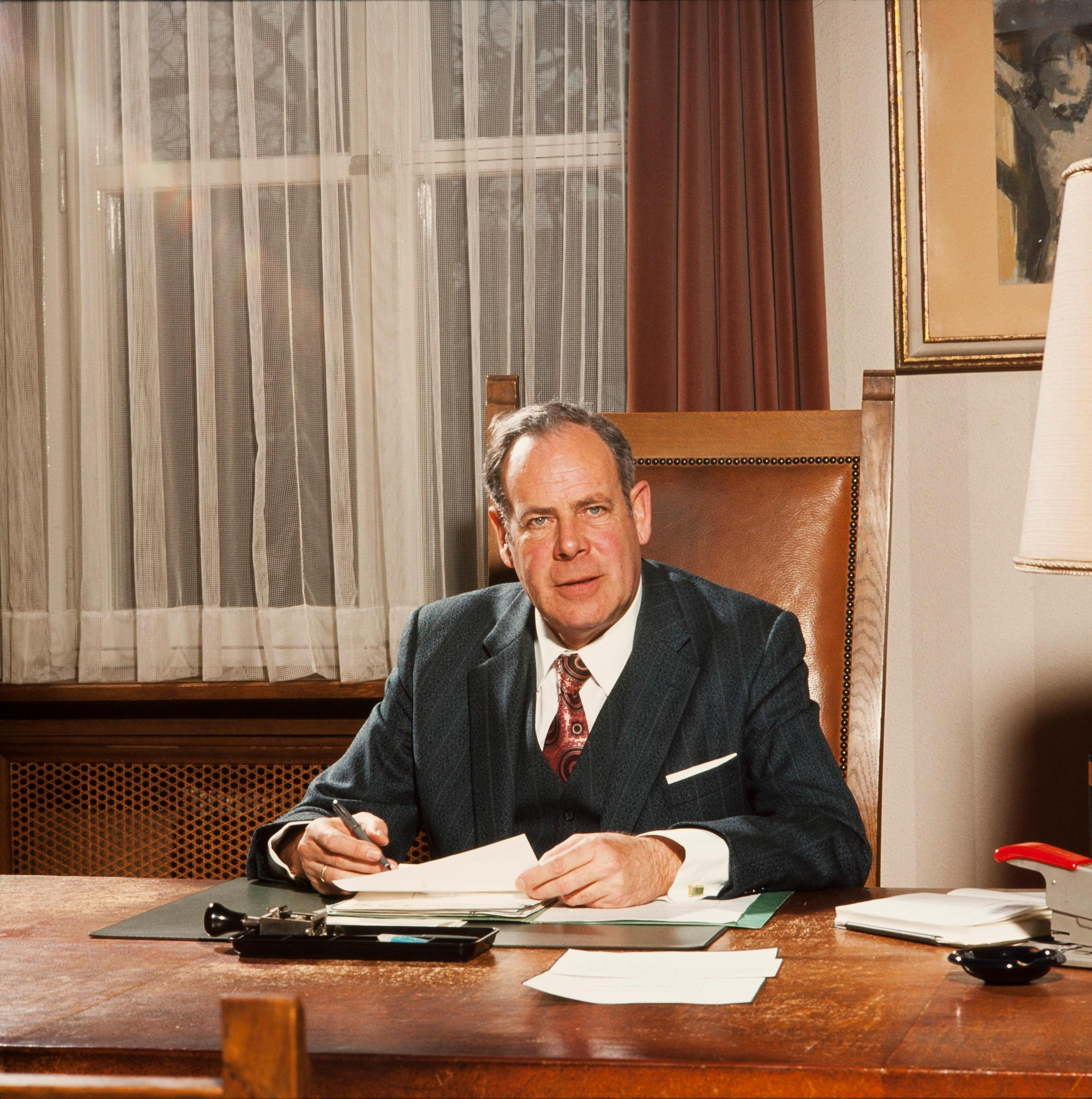
Karl Bohle, nejdéle úřadující starosta Dornbirnu

Jediným aktuálně žijícím čestným občanem města Dornbirn je bývalý starosta Rudolf Sohm, kterému bylo čestné občanství uděleno v roce 1999.
Zesnulí čestní občané Dornbirnu, seřazení podle roku, ve kterém jim bylo čestné občanství uděleno:
- 1894: Johann Georg Waibel (bývalý starosta)
- 1922: Ferdinand Gierer (kněz a farář v Hatlerdorfu)
- 1935: Karl Drexel (člen Rakouské národní rady)
- 1935: Victor Hämmerle (velkoprůmyslník)
- 1960: Hermann Rhomberg (zakladatel Dornbirnského veletrhu)
- 1975: Günther Anton Moosbrugger (bývalý starosta)
- 1983: Karl Bohle (bývalý starosta)
- 2013: Wolfgang Rümmele (bývalý starosta)[38]

### Rodáci

#### 1401–1800

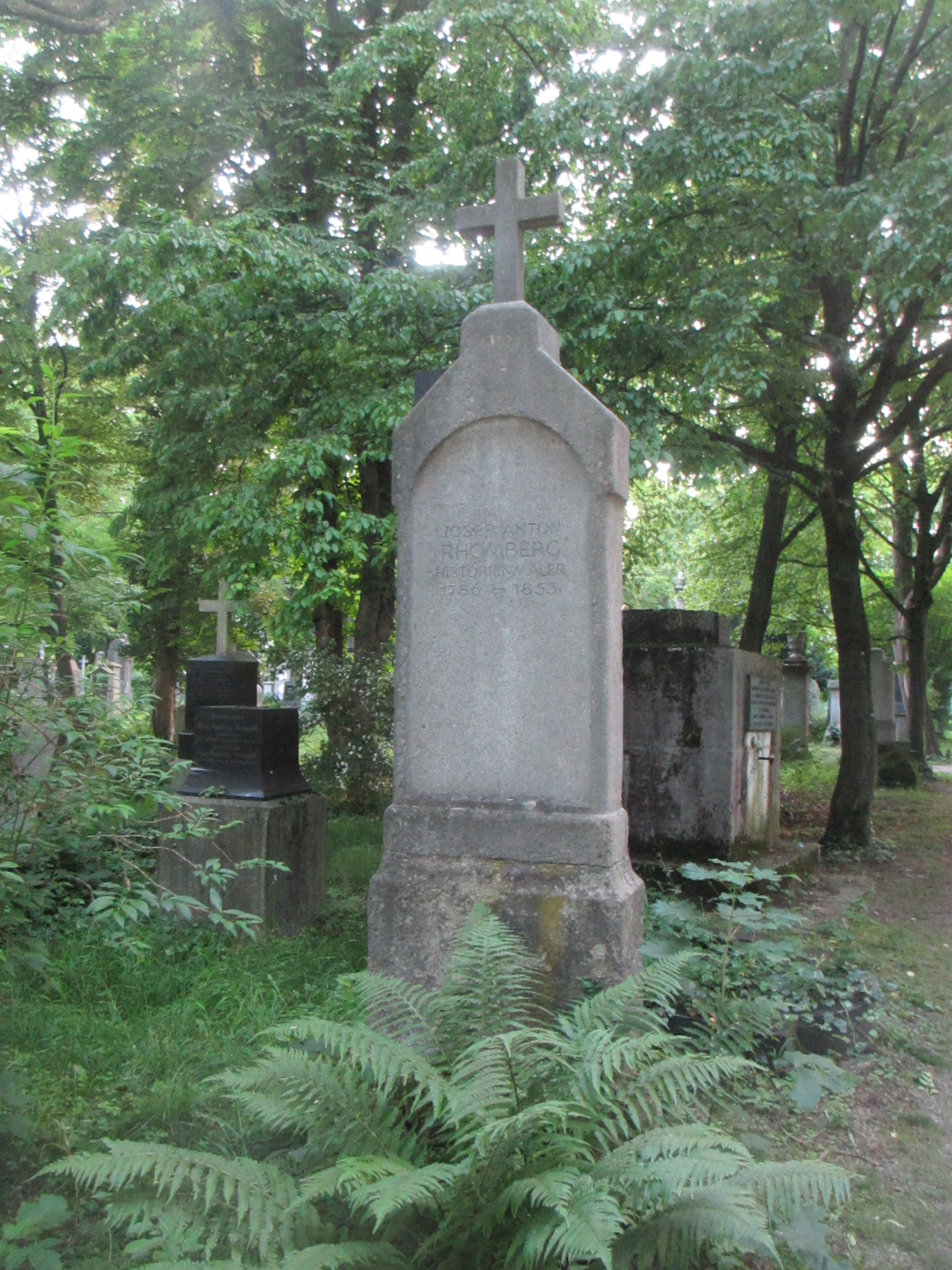
Hrob Josefa Rhomberga v Mnichově

- Ulrich Fabri (≈1494–1544), humanista, básník a lékař
- Joseph Anton Rhomberg (1786–1853), malíř, kreslíř a grafik
- Franz Martin Drexel (1792–1863), rakouský / americký malíř a bankéř

#### 1801–1850

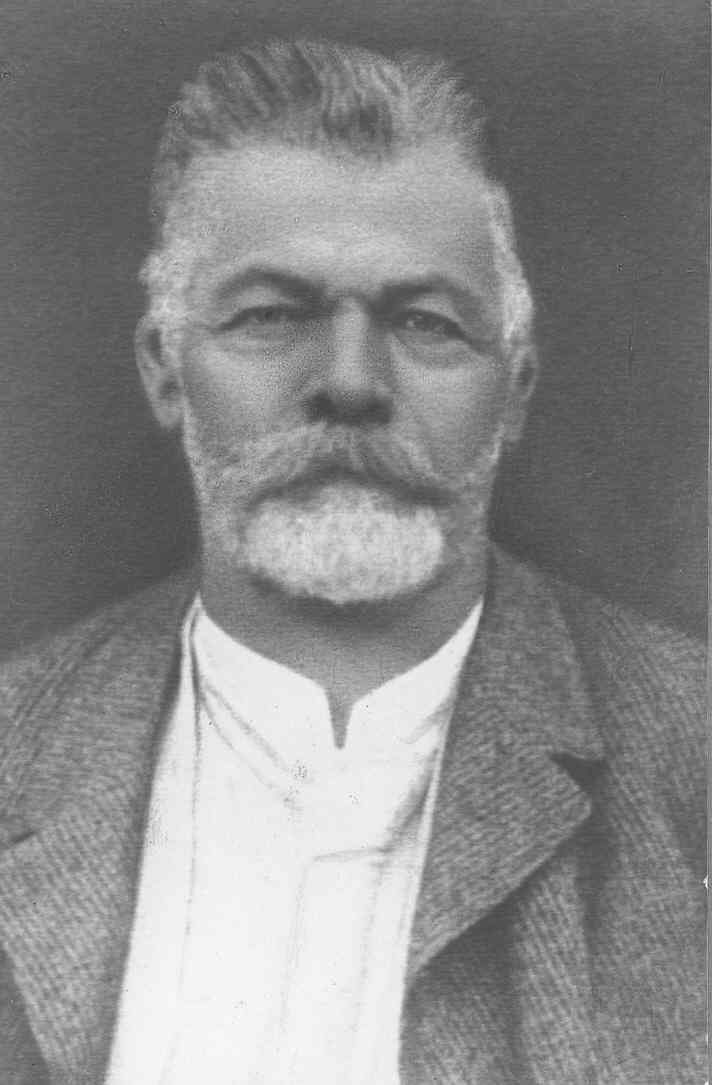
August Rhomberg

- Josef Anton Oelz (1812–1893), lékař a politik, člen říšské a zemské rady
- Albert Rhomberg (1819–1884), textilní podnikatel a politik, člen říšské a zemské rady, bývalý starosta
- August Rhomberg (1838–1912), účetní, prokurista a politik, člen říšské a zemské rady
- Johannes Thurnher (1838–1909), obchodník s vínem a politik, člen říšské a zemské rady
- Martin Thurnher (1844–1922), učitel a politik, člen říšské a zemské rady, člen prozatímního národního shromáždění

#### 1851–1900

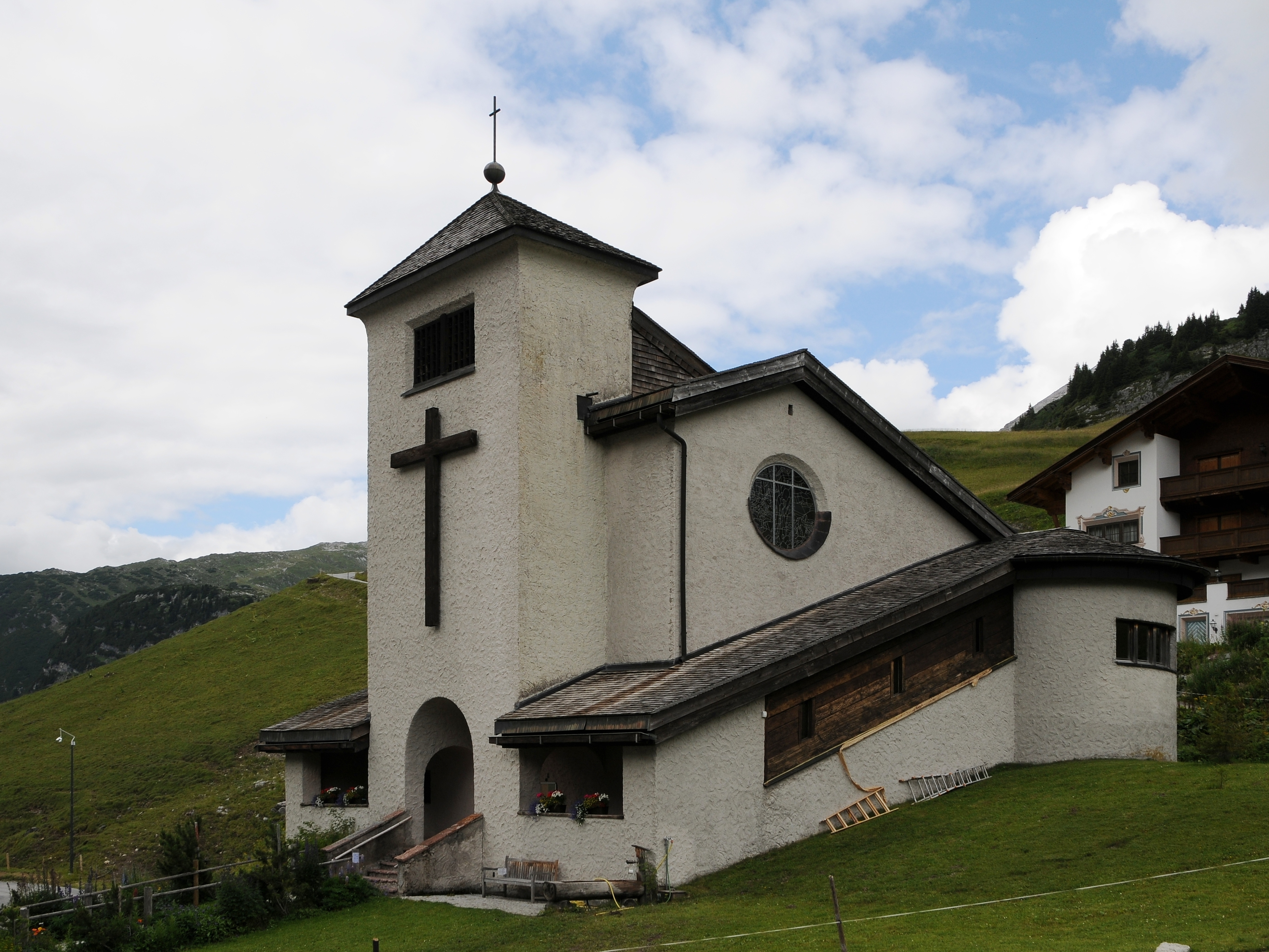
Kostel Krista Krále v Zürsu, dílo Hanse Feßlera

- Johannes Rick (1869–1946), římskokatolický kněz a mykolog
- Karl Drexel (1872–1954), politik (CSP), člen rakouského říšského sněmu
- Karl Aubert Salzmann (1876–1934), právník a politik, člen zemského sněmu v Horním Rakousku, starosta města Wels, člen spolkové rady
- Ernst Winsauer (1890–1962), zemský hejtman Vorarlberska
- Hans Feßler (1896–1973), Architekt
- Alwin Aßmann (1899–1984), politik (WdU), člen Rakouské národní rady

#### 1901–1950
- Armin Diem (1903–1951), básník

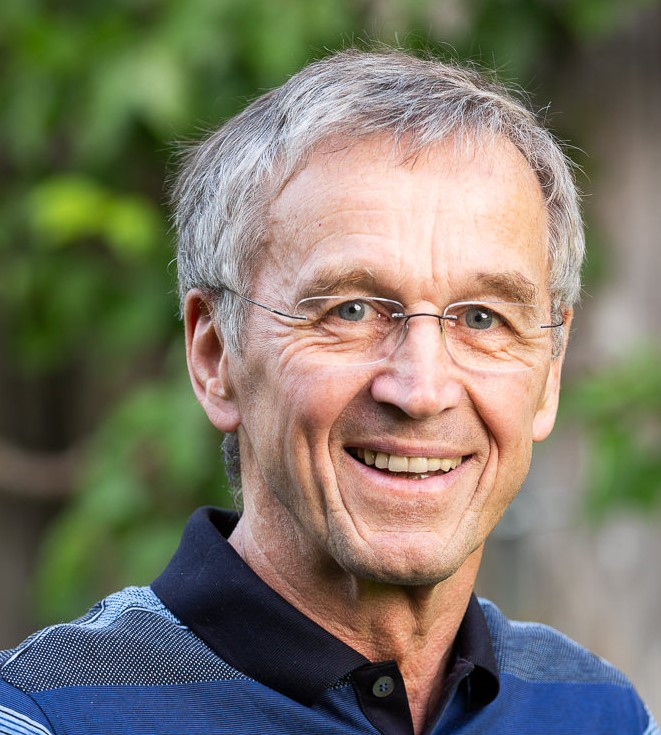
Hubert Österle (2019)

- Rudolf Hämmerle (1904–1984), textilní průmyslník, politik (ÖVP), člen Rakouské národní rady
- Ulrich Ilg (1905–1986), politik (ÖVP), zemský hejtman Vorarlberska
- Herbert Stohs (1913–1997), politik (FPÖ), člen Rakouské národní rady
- Franz Grubhofer (1914–1970), politik (ÖVP), člen národní rady a státní tajemník
- Rudolf Rhomberg (1920–1968), herec
- Artur Doppelmayr (1922–2017), podnikatel a průkopník v oblasti lanovek
- Lore Rhomberg (1923–2016), umělkyně
- Wolfgang Blenk (1926–1996), politik (ÖVP), člen Rakouské národní rady
- Margret Dünser (1926–1980), novinářka
- Wolfgang Nussbaumer (* 1937), politik (FPÖ), člen Rakouské národní rady, poslanec Evropského parlamentu
- Friedrich Rafreider (1942–2007), fotbalista národního týmu
- Traudl Herrhausen (* 1943), německý politik (CDU), člen hesenského zemského sněmu
- Armin Pinggera (* 1944), jihotyrolský politik (SVP)
- Reinold Geiger (* 1947), podnikatel v kosmetice
- Karl Cordin (* 1948), lyžařský závodník
- Manfred Rein (1948–2016), předseda hospodářské komory, člen zemské rady
- Hubert Österle (* 1949), profesor na Univerzitě St. Gallen

#### 1951–1970
- Elfi Graf (* 1952), popový zpěvák

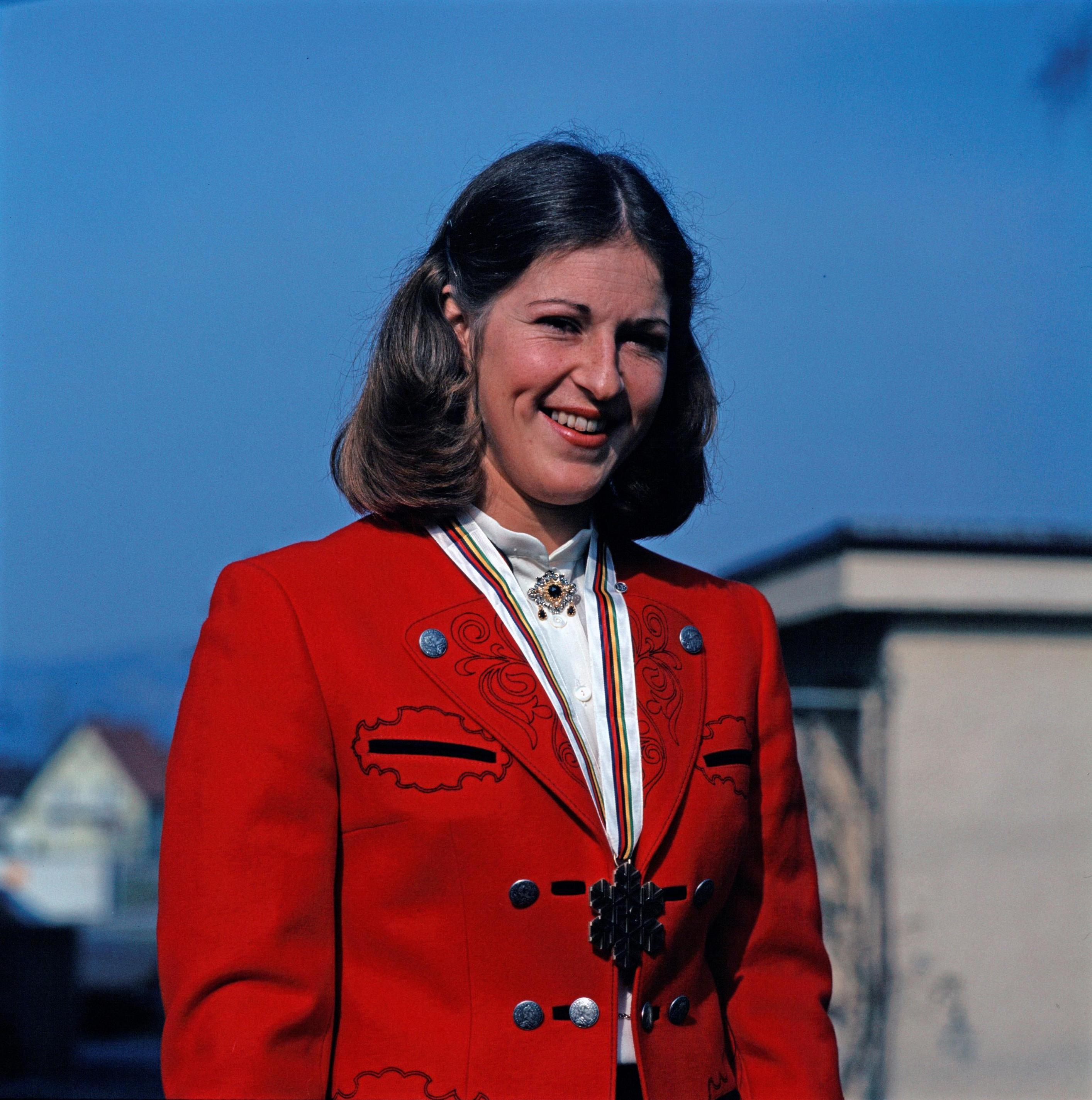
Ingrid Eberle (1980)

- Eva Maria Waibel (* 1953), univerzitní profesorka a politička (ÖVP), členka zemské rady
- Reinhard Eugen Bösch (* 1957), historik a politik (FPÖ), člen Rakouské národní rady
- Ingrid Eberle (* 1957), lyžařská závodnice
- Gebhard Aberer (* 1959), skokan na lyžích
- Eva Cavalli (* 1959), módní návrhářka a královna krásy
- Gernot Grabher (* 1960), ekonomický geograf
- Tobias G. Natter (* 1961), Kunsthistorik
- Helga Kohler-Spiegel (* 1962), teologka
- Richard Wilhelm (* 1962), politik (SPÖ), člen spolkové rady
- George Nussbaumer (* 1963), hudebník
- Arno Gisinger (* 1964), fotograf
- Andrea Kaufmann (* 1969), politička (ÖVP), starostka města Dornbirn

#### Od roku 1971

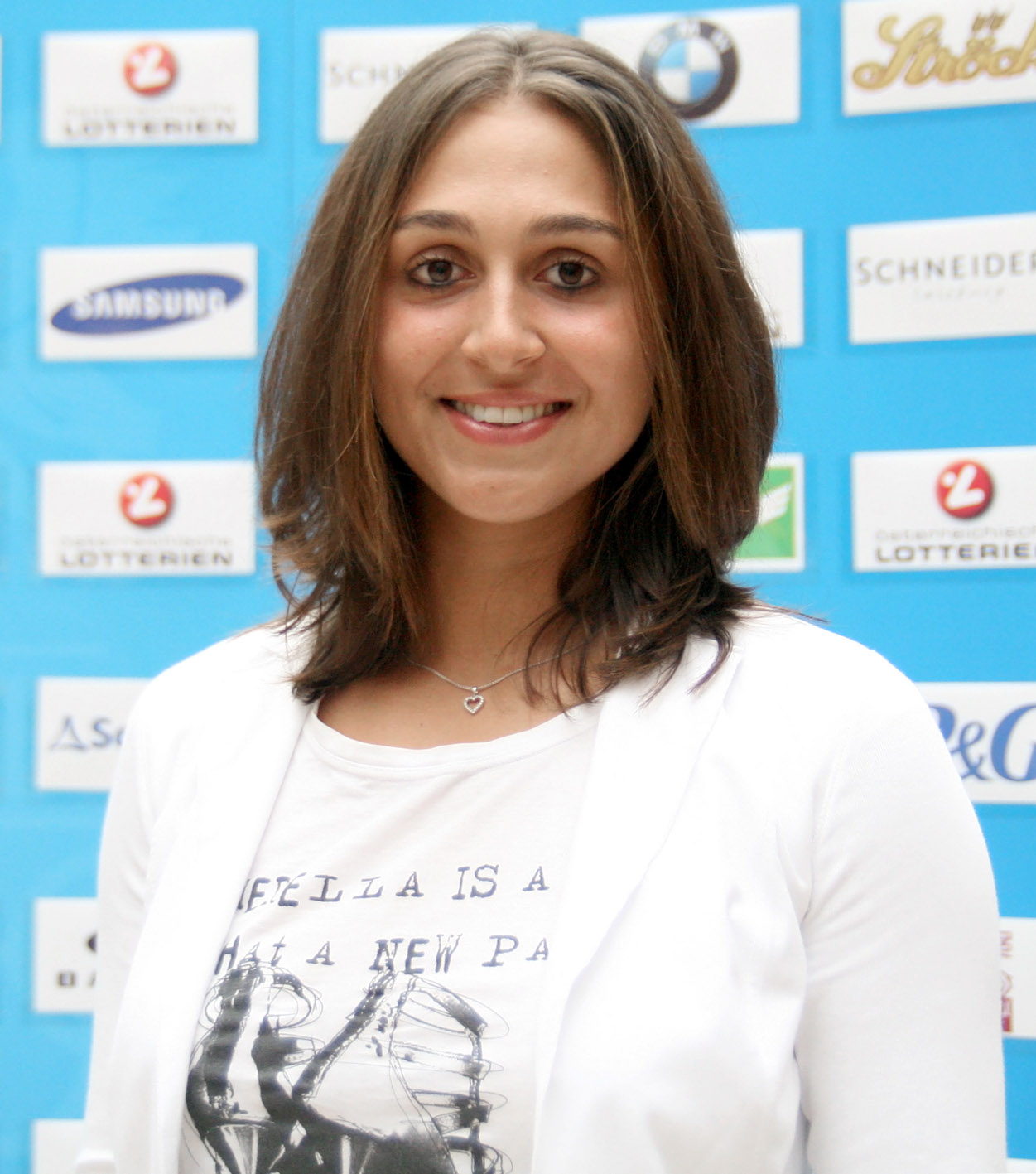
Tamira Paszek

- Dieter Grabner (* 1972), sportovní střelec
- Gerald Loacker (* 1973), politik (NEOS), člen Rakouské národní rady
- Robert Schörgenhofer (* 1973), fotbalový rozhodčí
- Sabine Reiner (* 1981), běžkyně na dlouhé tratě, národní šampiónka v maratonu (2011)
- Patrick Bechter (* 1982), lyžař
- Yvonne Meusburger-Garamszegi (* 1983), tenistka
- Michael Gmeiner (* 1985), lyžařský závodník
- Martin Fischer (* 1986), tenista
- Caroline Weber (* 1986), rytmická gymnastka
- Bernhard Graf (* 1988), lyžařský závodník
- Eva Pinkelnig (* 1988), skokanka na lyžích
- Martin Ulmer (* 1988), hokejista
- Raphael Herburger (* 1989), hokejista
- Deniz Mujić (* 1990), fotbalista
- Tamira Paszek (* 1990), tenistka
- Stefan Ulmer (* 1990), hokejista
- Patrick Obrist (* 1993), hokejista
- Julia Grabher (* 1996), tenistka
- Dominic Zwerger (* 1996), hokejista
- Fabian Gmeiner (* 1997), fotbalista
- Anes Omerovic (* 1998), fotbalista
- Niklas Bachlinger (* 2001), skokan na lyžích